# 구월동 로데오거리

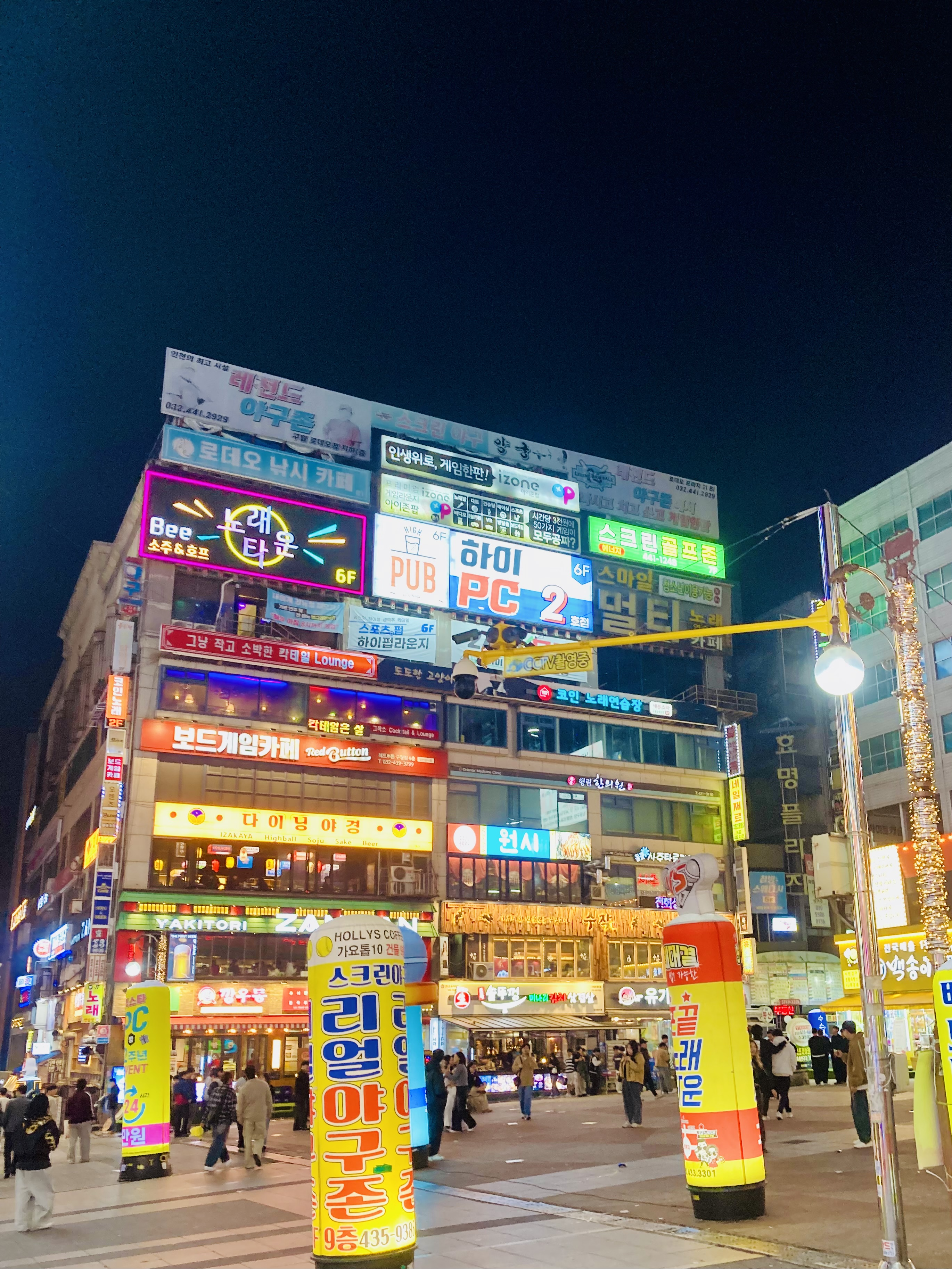
구월동 로데오거리 2025년 05월경 야경 (인하로489번길 28 로데오프라자)

구월동 로데오거리는 인천광역시 남동구 구월동의 번화가이자 문화거리다.  구월로데오 문화거리, 구월로데오 음식문화거리로도 불린다.

## 개요
인천의 번화가 중 한 곳인 구월동 로데오거리는 인천종합터미널과 롯데백화점, 롯데시네마, 뉴코아백화점이 육교 하나 사이를 두고 상권지가 형성된 큰 상업지구이다. 시민들 특히 젊은 친구들의 번화가 역할과 인천버스터미널의 유동인구, 인접성과 유동인구 덕분에 큰 병원들이 집중되어 몰려있다. 
구월동과 관교동이 사실상 만나는 지점이면서 다양한 길거리음식과 놀거리가 있다. 코로나 시기 많은 어려움이 있었지만 엔데믹 이후 롯데백화점 리뉴얼 이후 로데오거리의 상권지에 대한 활력이 생겨나는 편이다.
로데오거리에는 포장마차가 허용된 과정이 있어 인천 지역주민의 경우 로데오거리의 포장마차를 떠올리는건 쉬운 일이다. 알라딘중고서적 간판과 스타벅스 등 기존의 상권지와 술집, 음식점들이 배치되어 있는 편이다. 인천의 유일한 로데오거리로 볼 수 있다.
구월농산물도매시장이 남촌농산물도매시장으로 이전하면서 구월도매시장공영주차장은 로데오거리와 주변 구월동 구민 주차장이 되었고, 유통단지로 구성된 인하로 가지번호길 기준으로 궐리단길이라는 문화공간이 구월 로데오거리와 함께 구성되어가고 있다.

## 사진

### 로데오거리와 주변 공영주차장시설

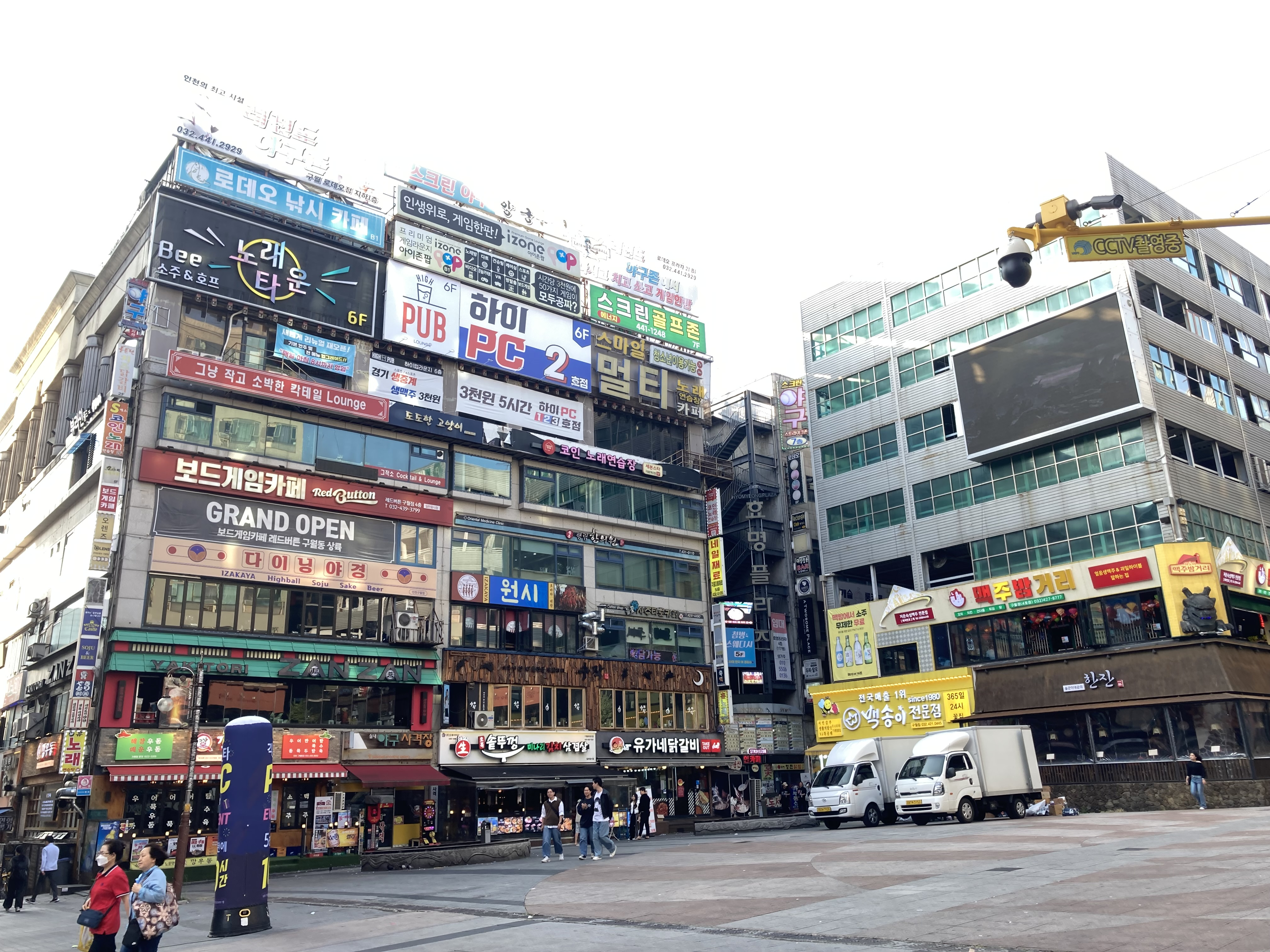
로데오거리 중앙 광장 낮 풍경
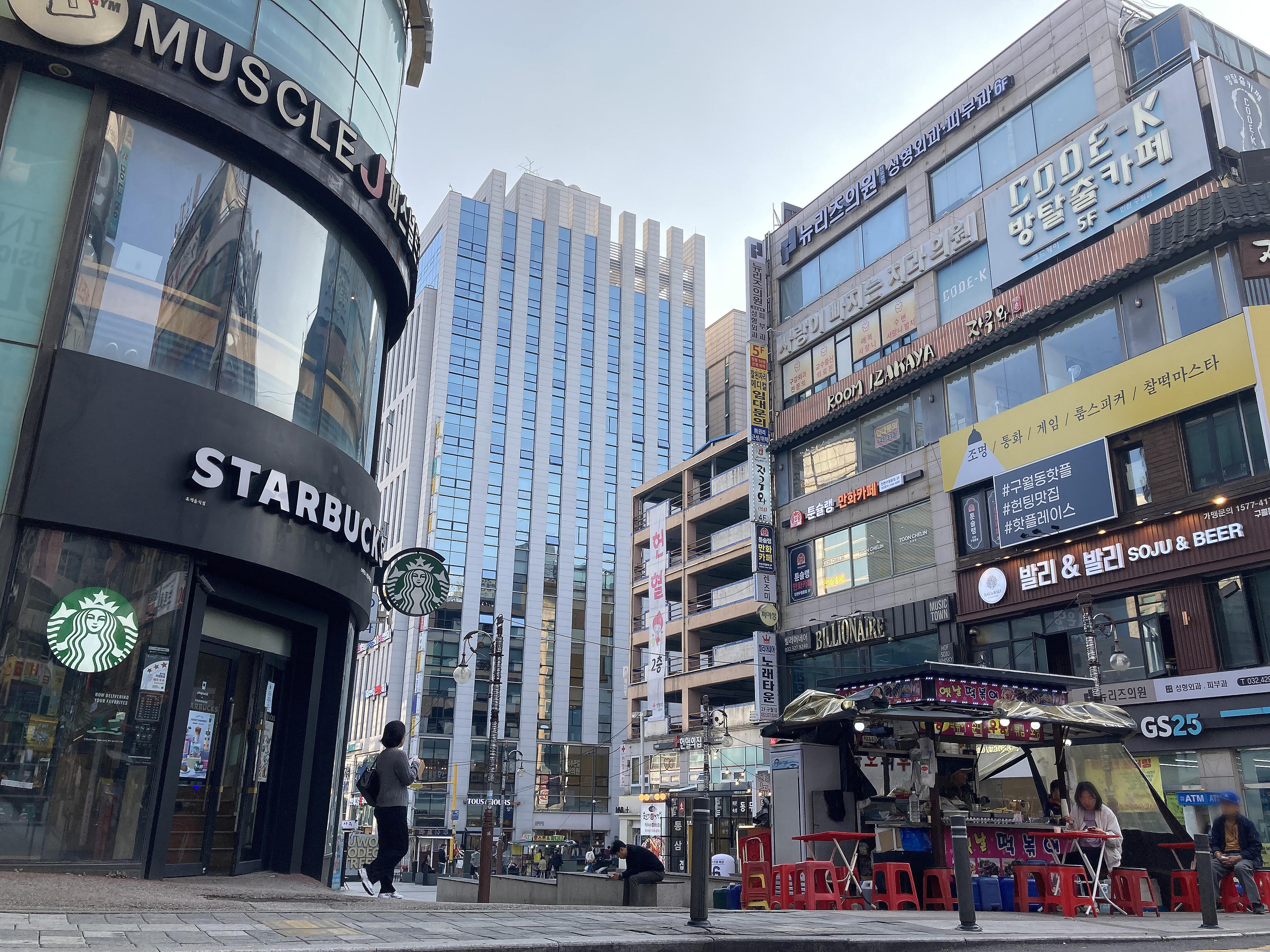
로데오거리 스타벅스 낮 풍경
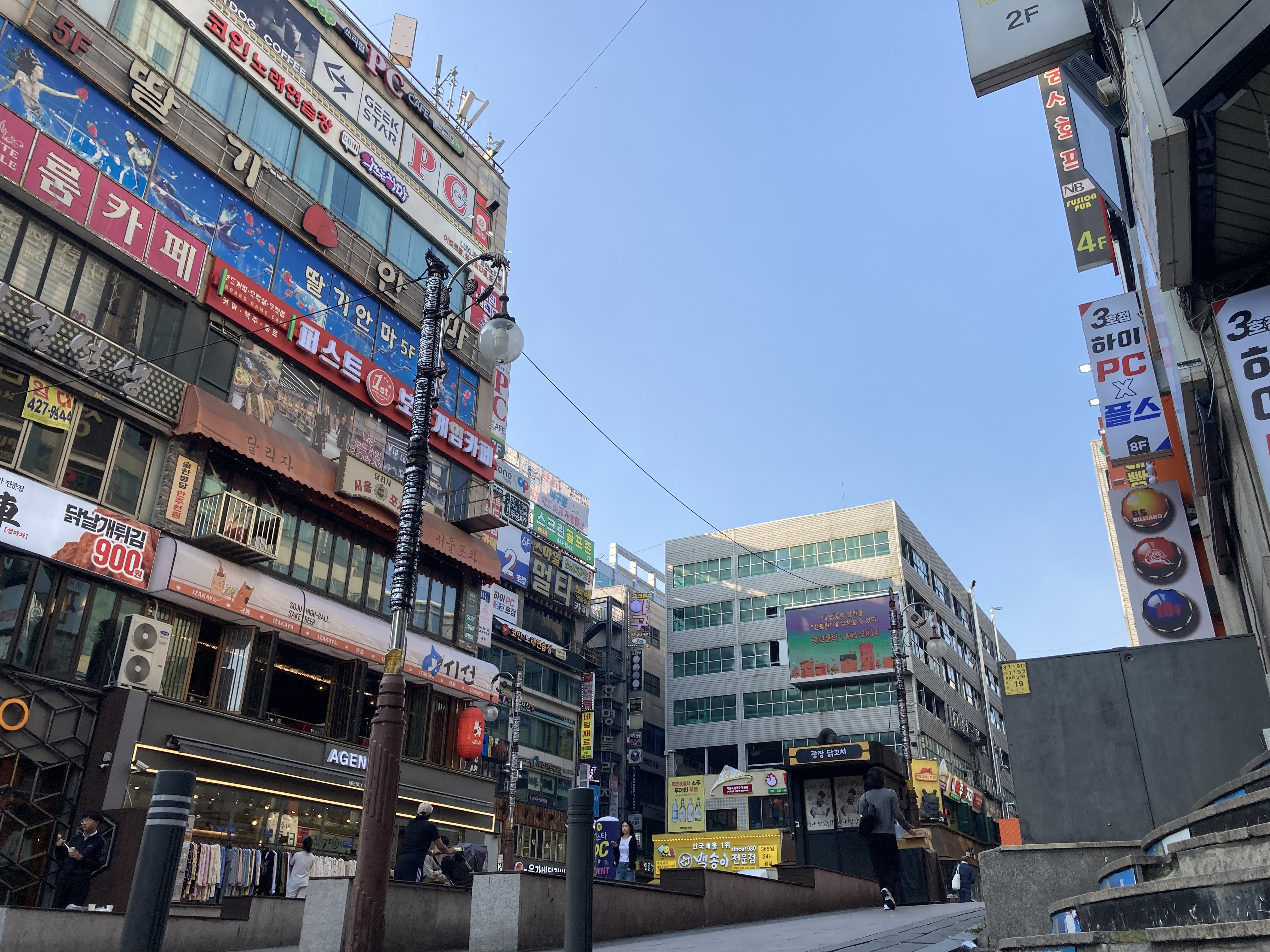
로데오거리 낮 풍경
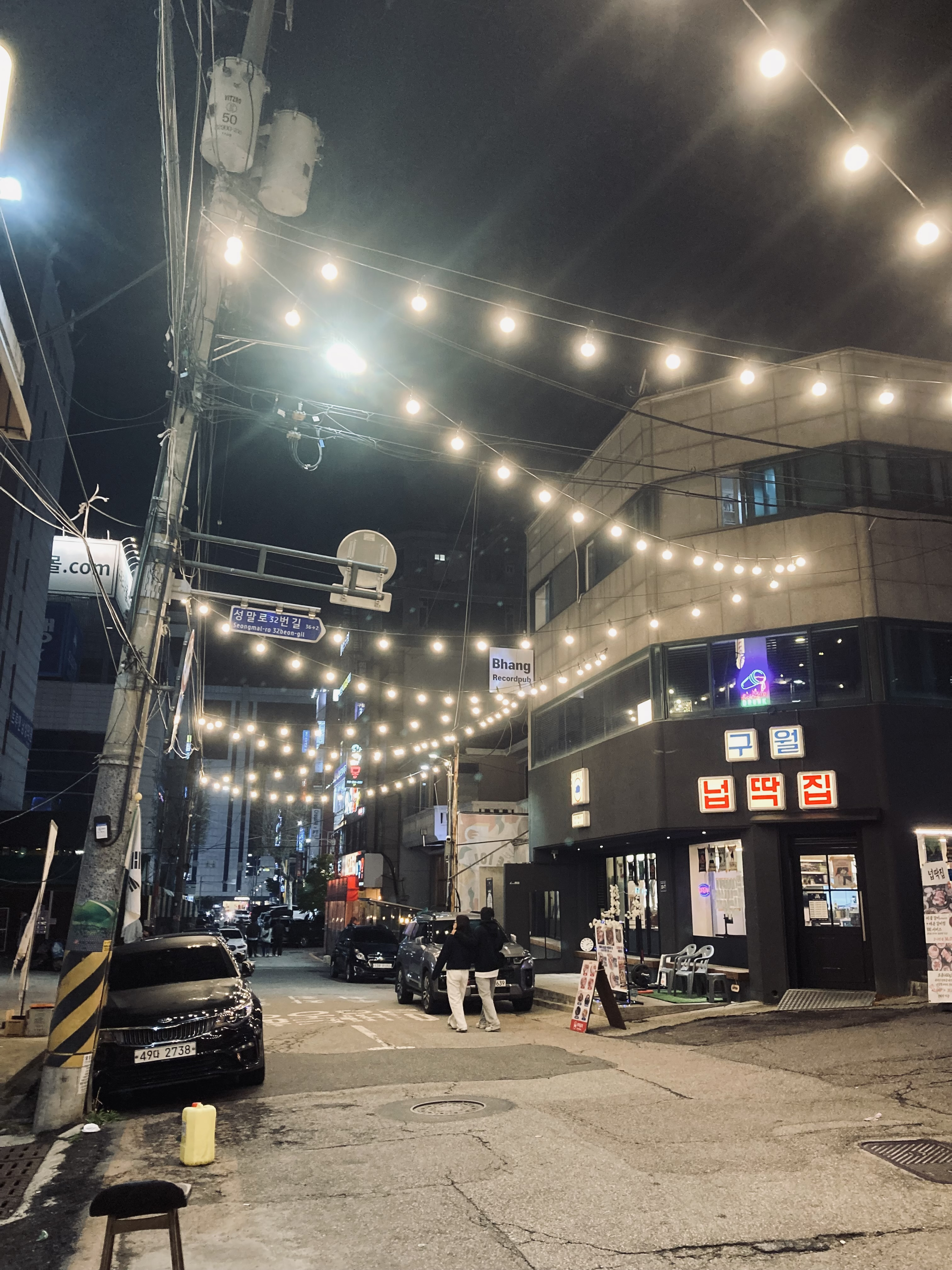
로데오거리와 궐리단길
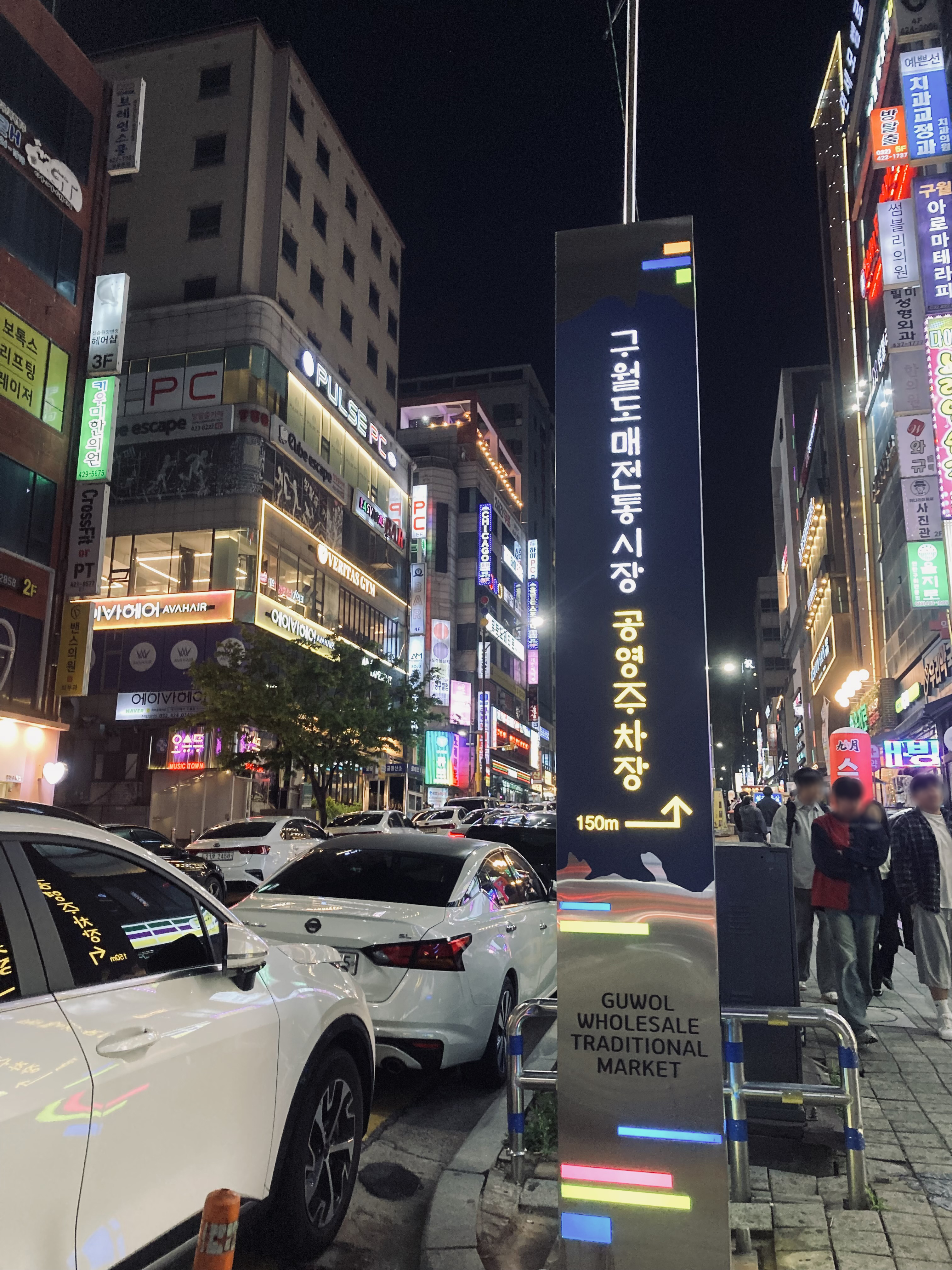
구월도매시장공영주차장(성말로32번길 19)
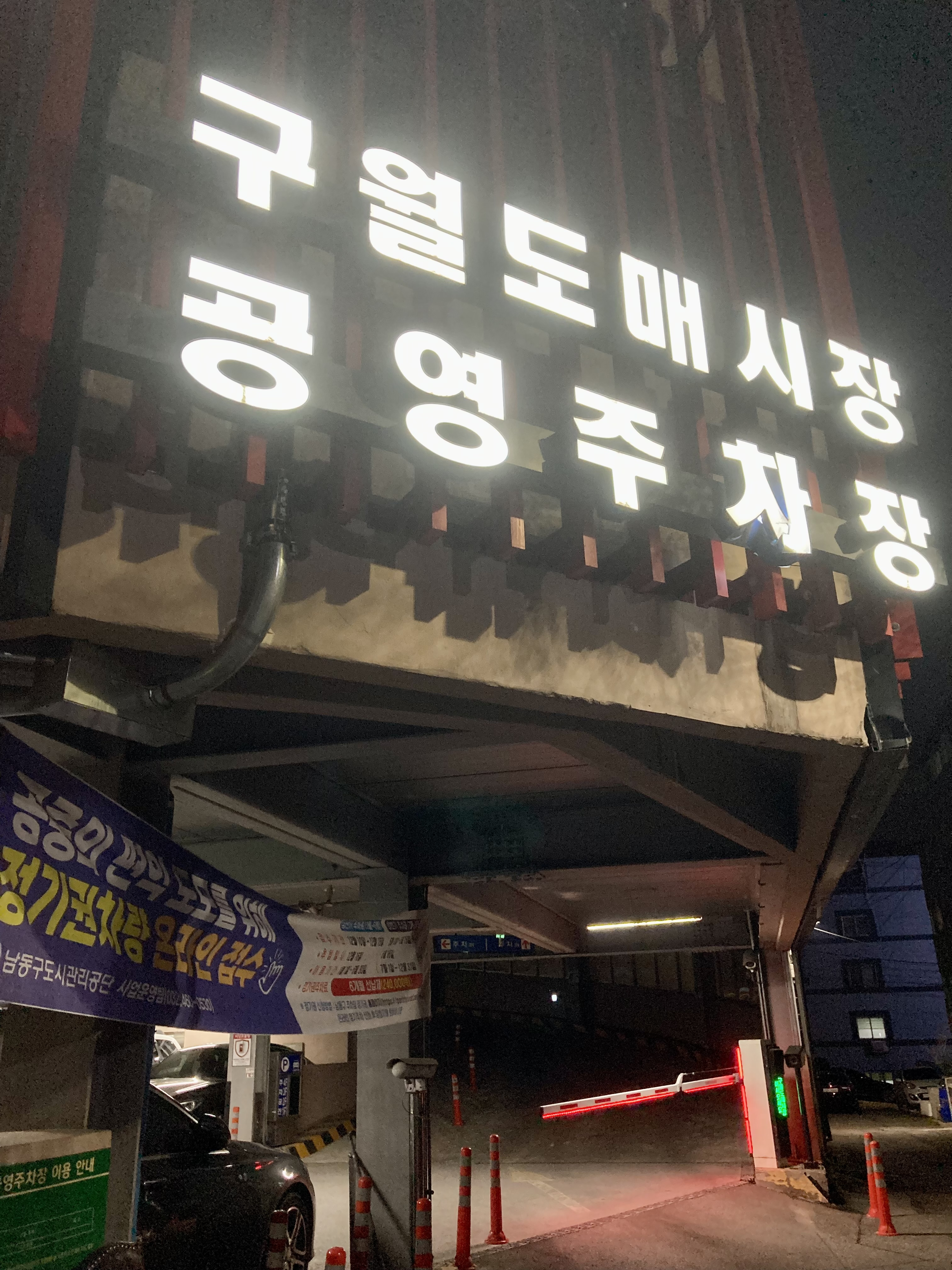
구월도매시장공영주차장
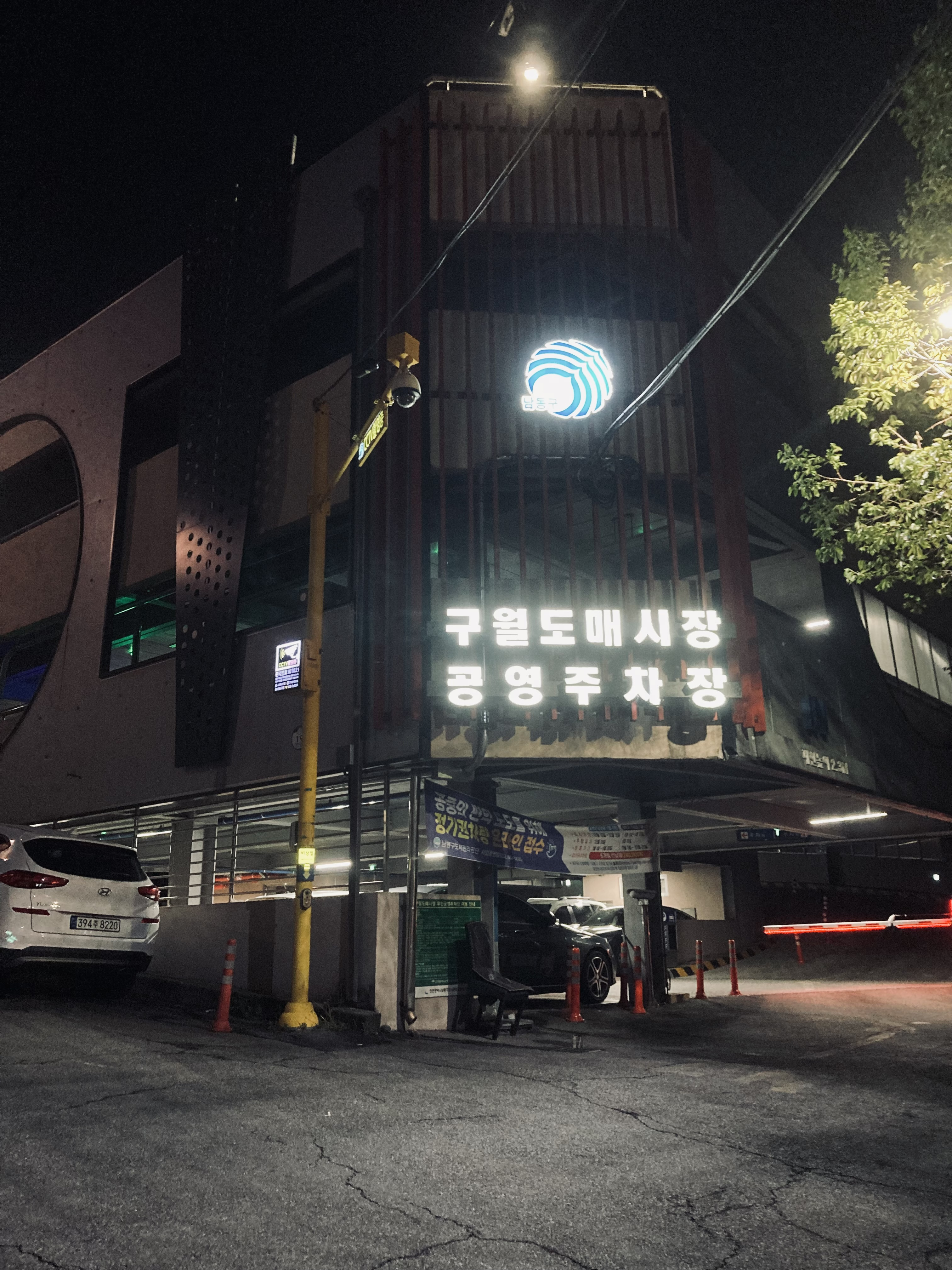
구월도매시장공영주차장

### 로데오거리 주요건물

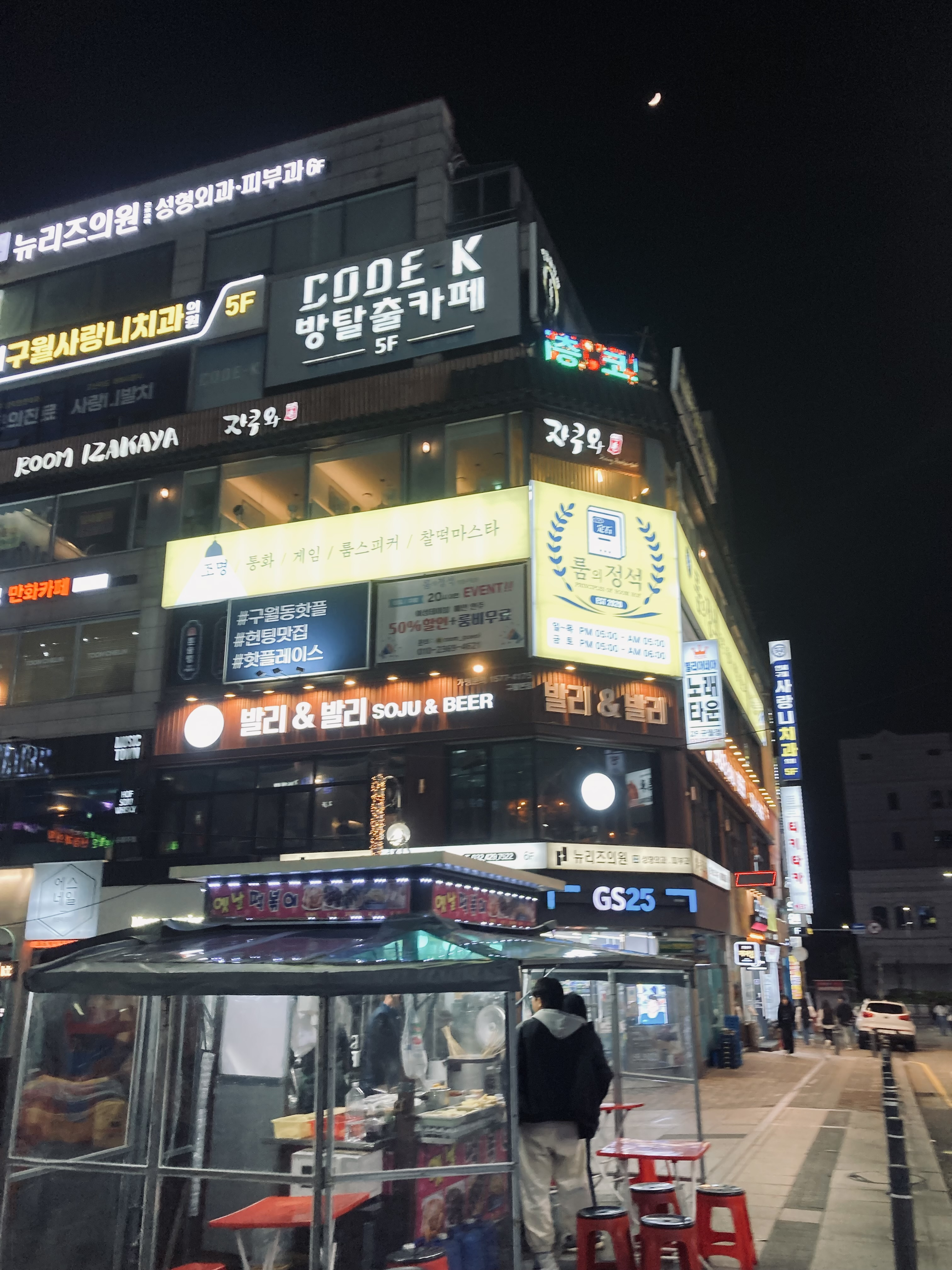
떡볶이 포장마차
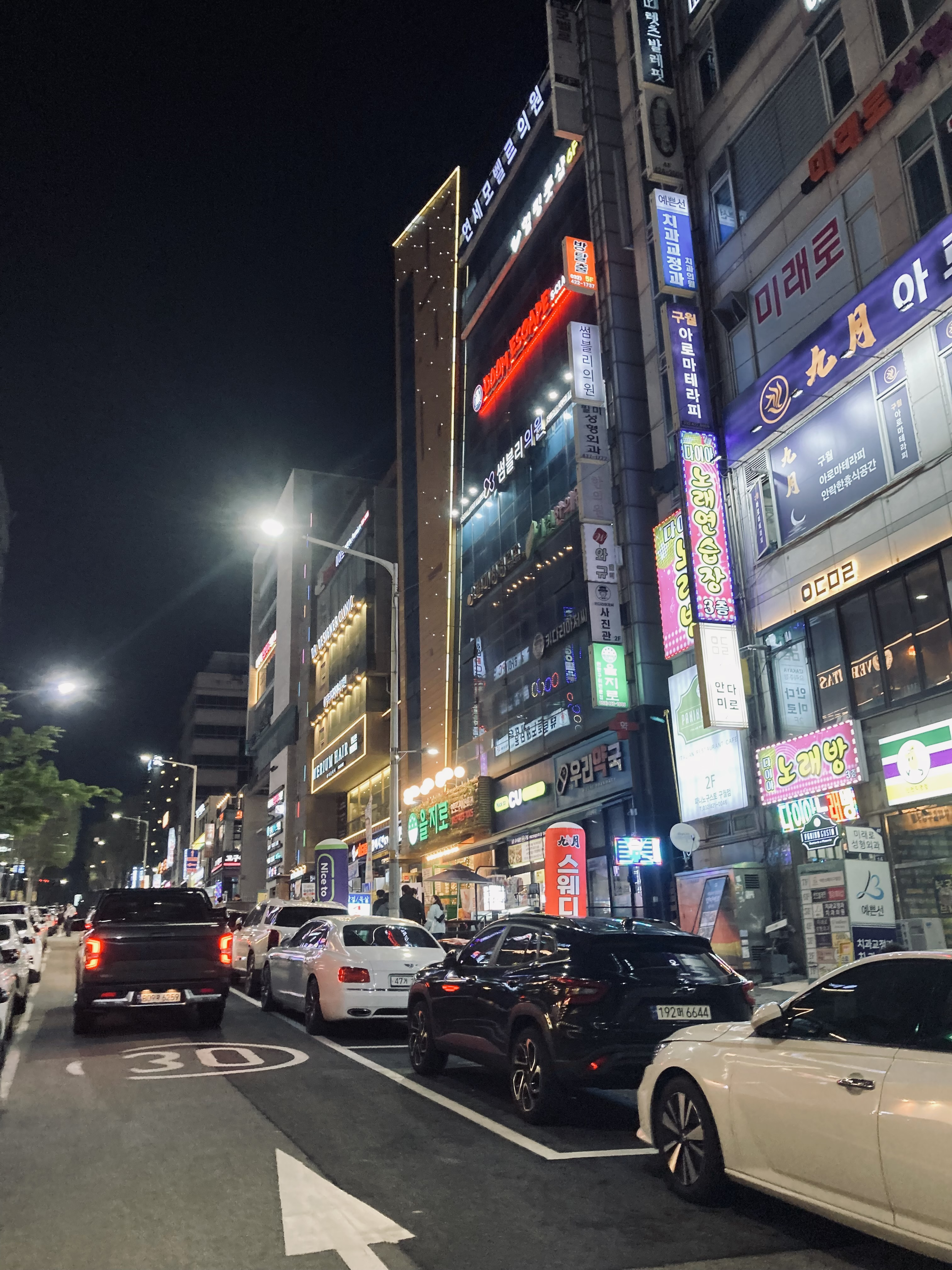
인하로511번길(동측)
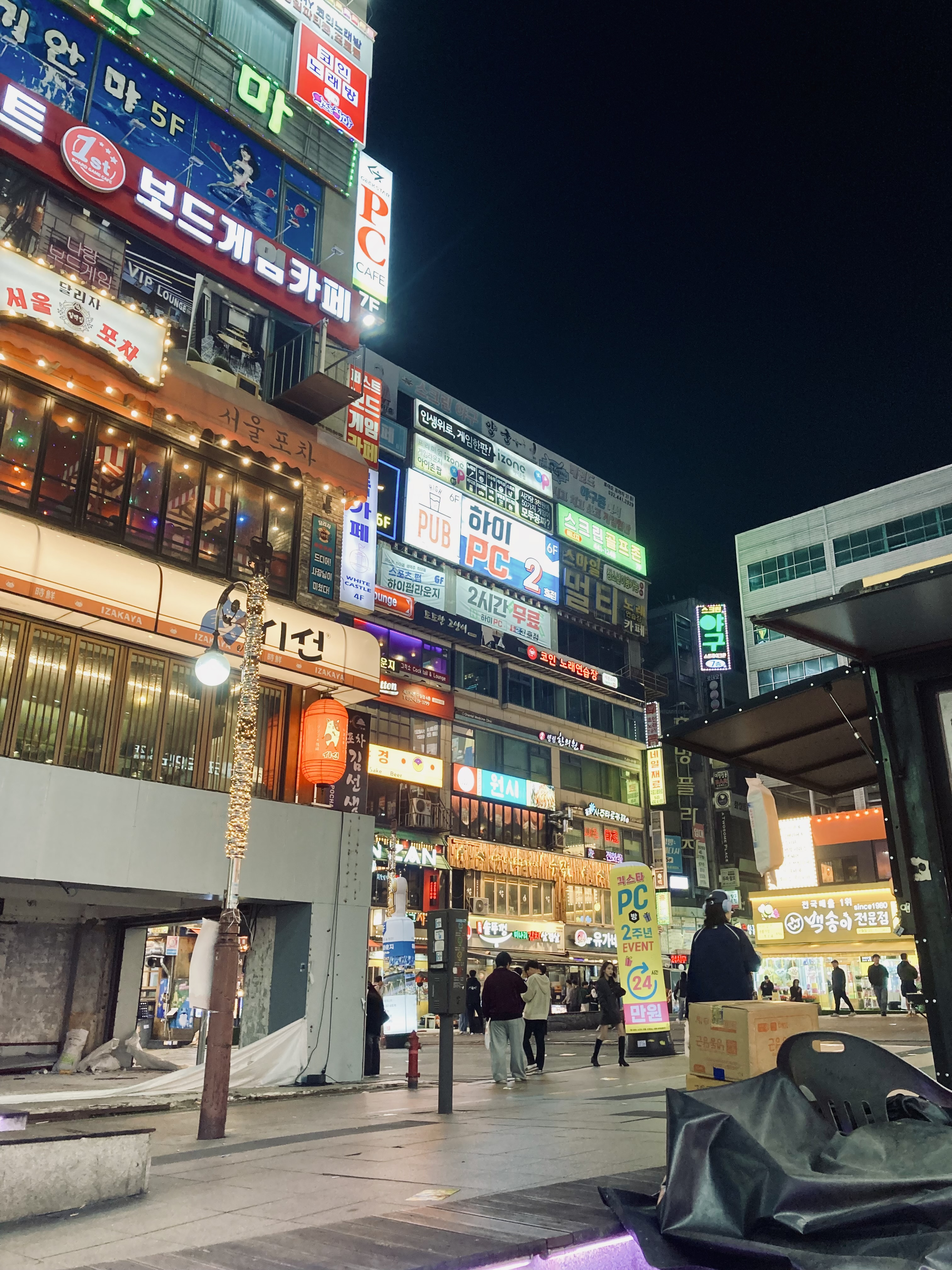
반도프라자(인하로 497-23)
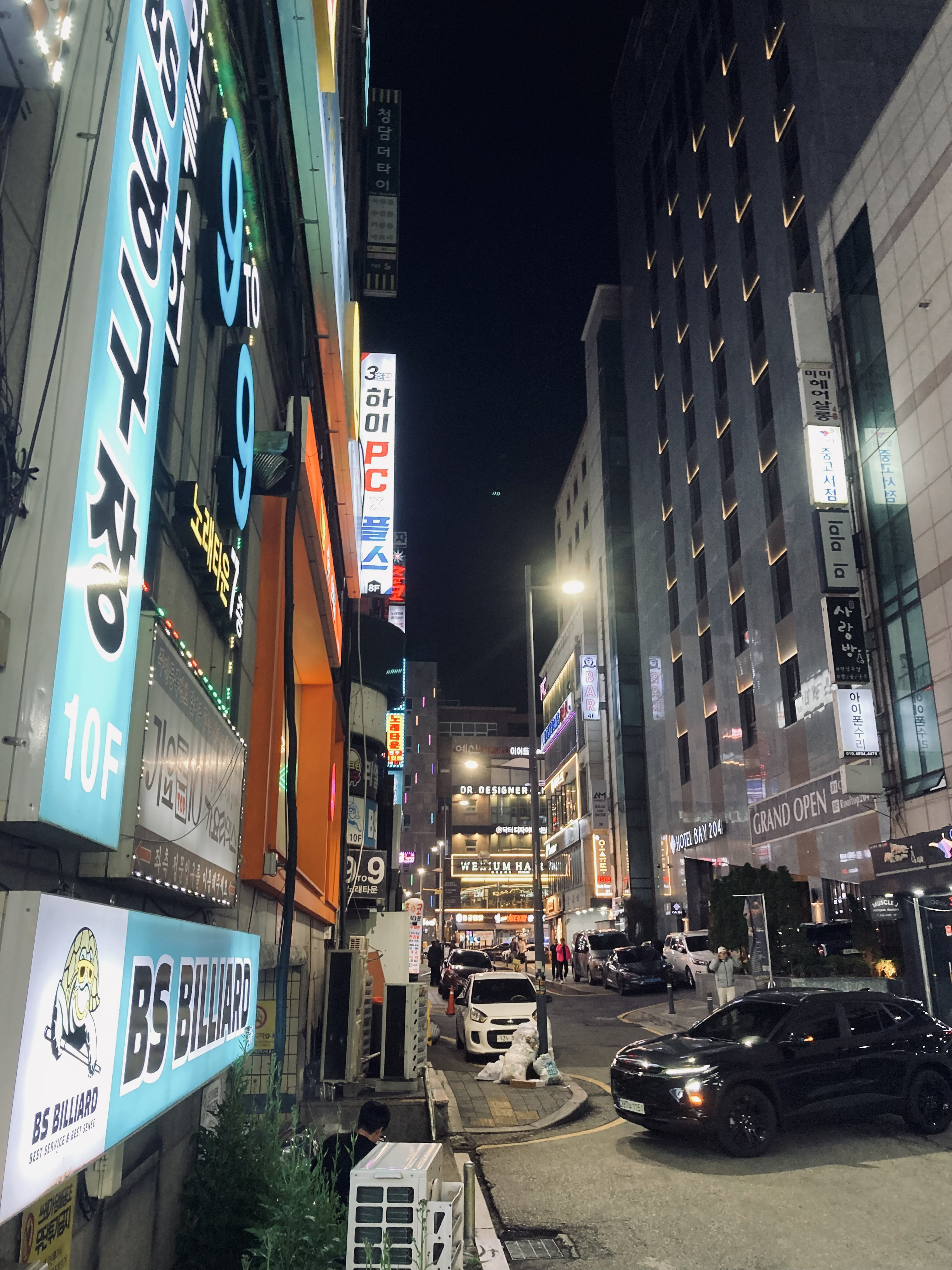
조한빌딩(인하로 497-24)
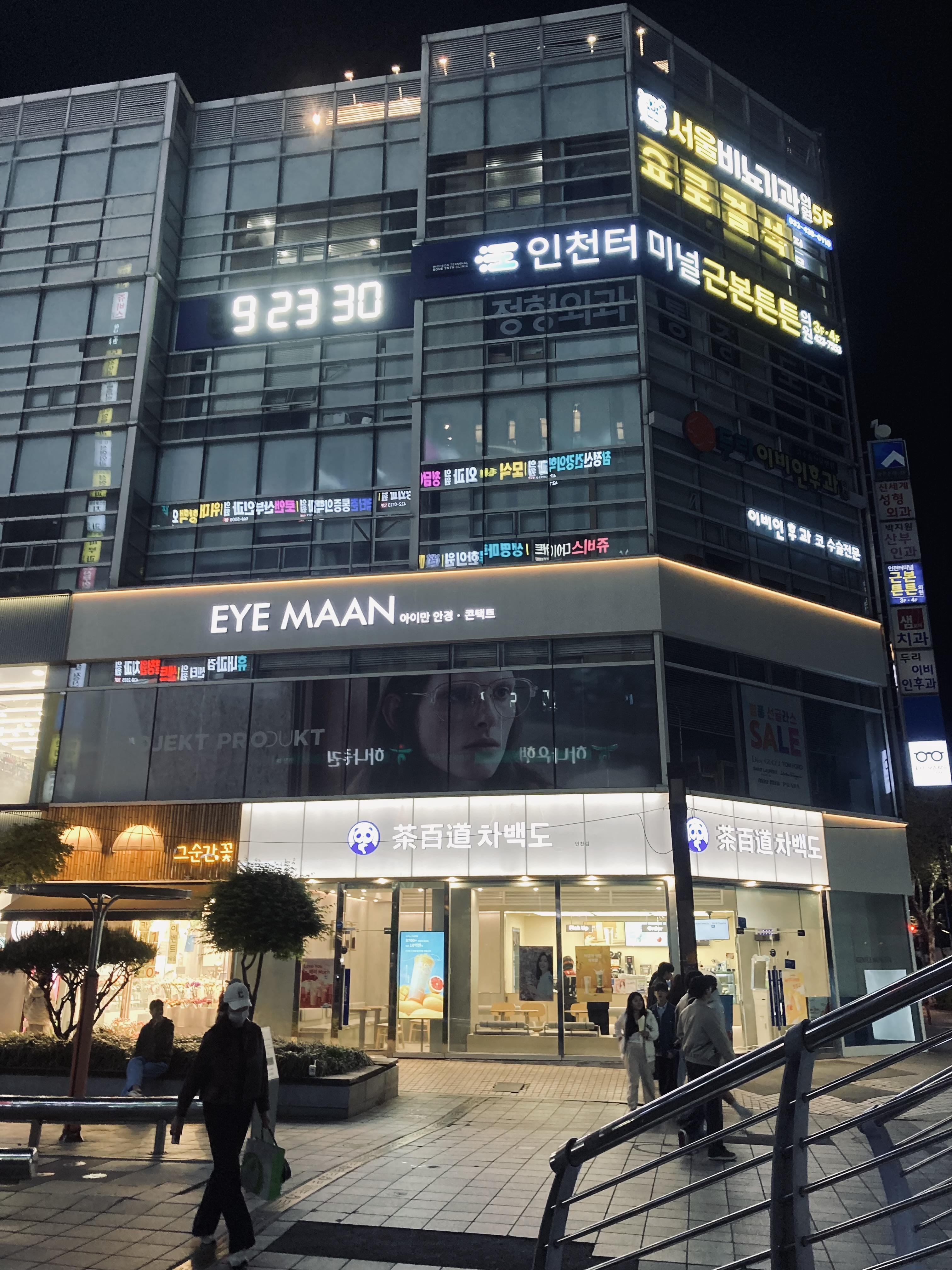
오아시스(인하로 497-8)
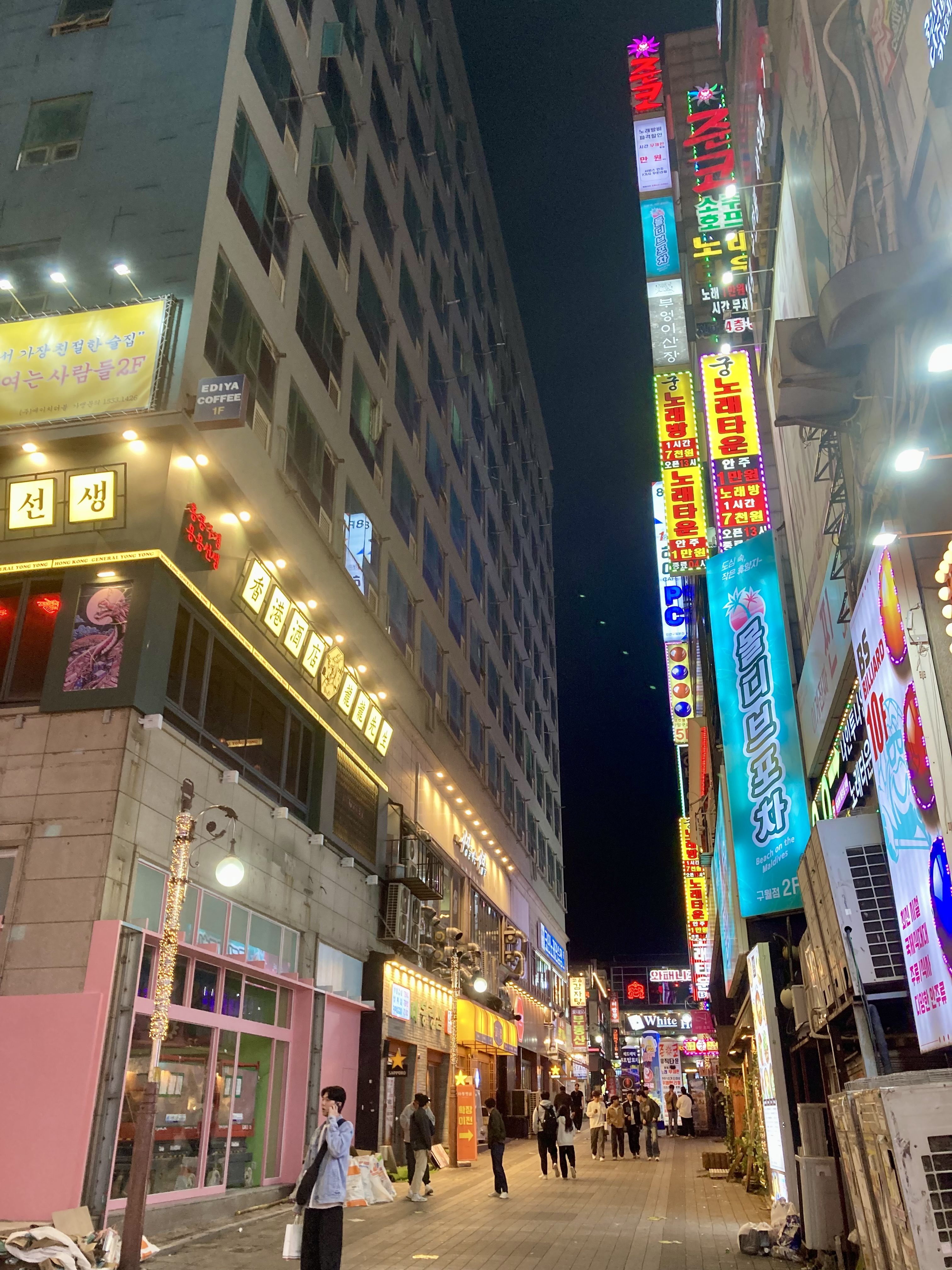
노빌리안1(인하로 497-28)
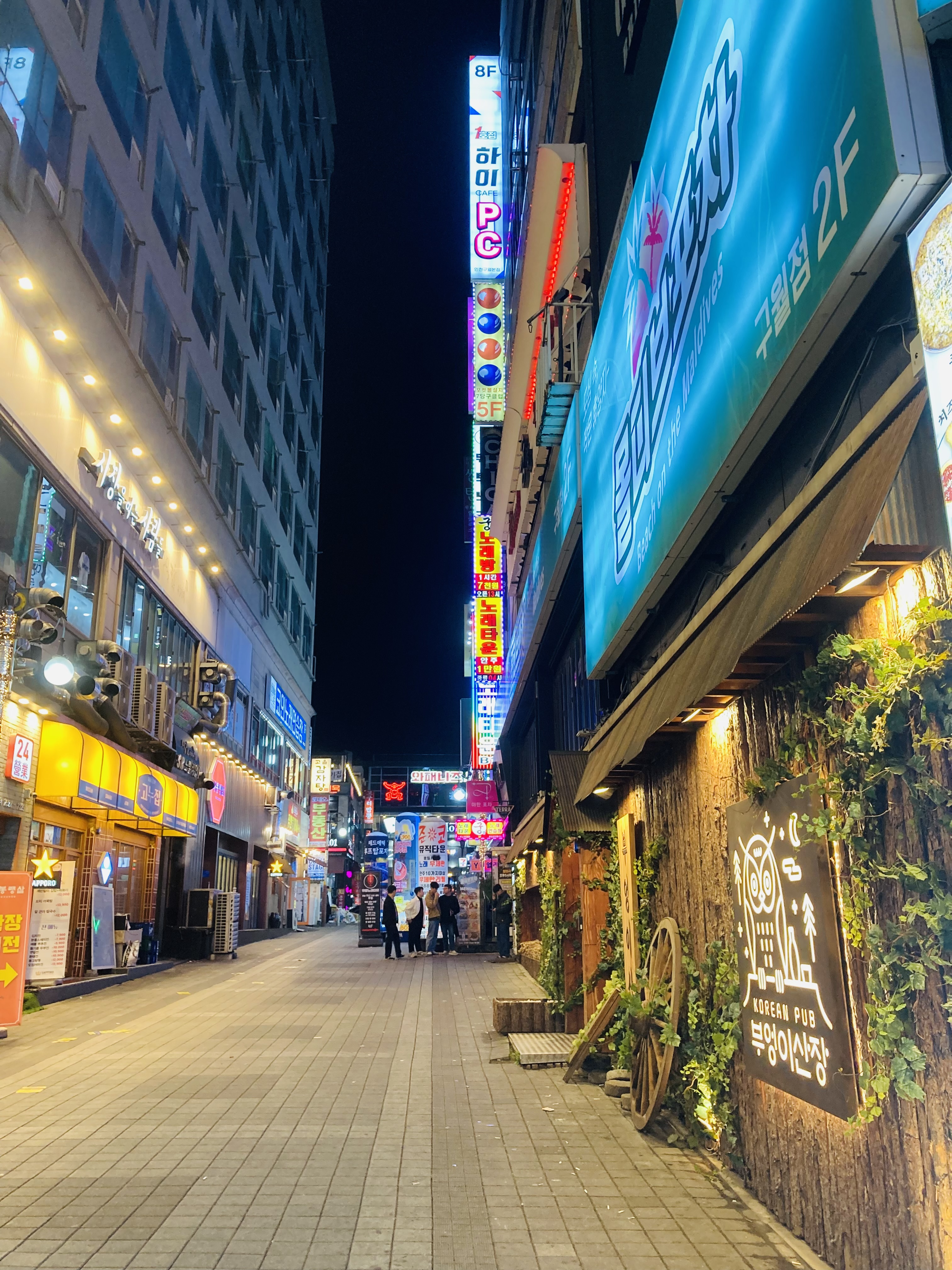
조한빌딩 거리(인하로 497-24)
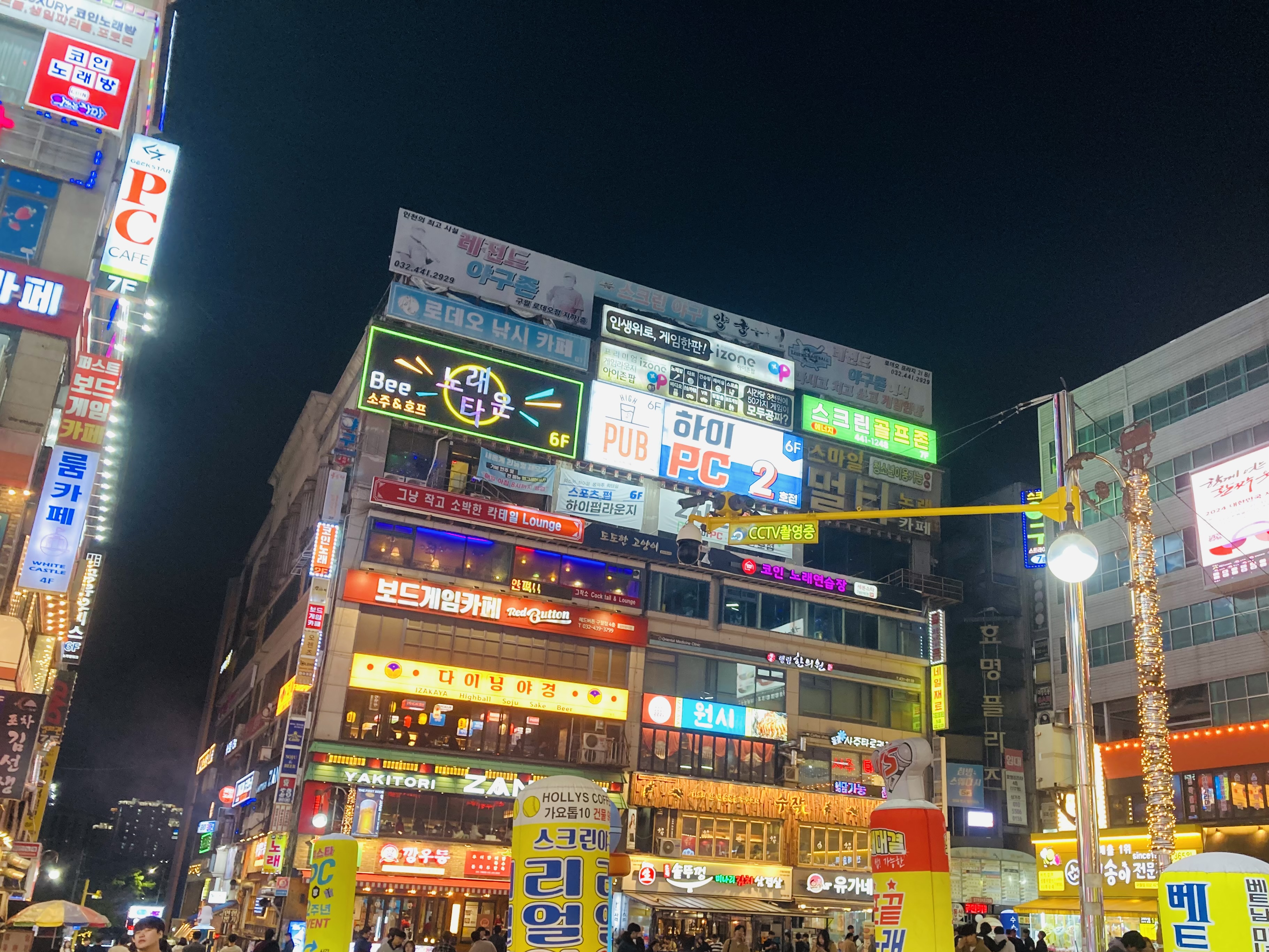
로데오프라자(인하로489번길 28)
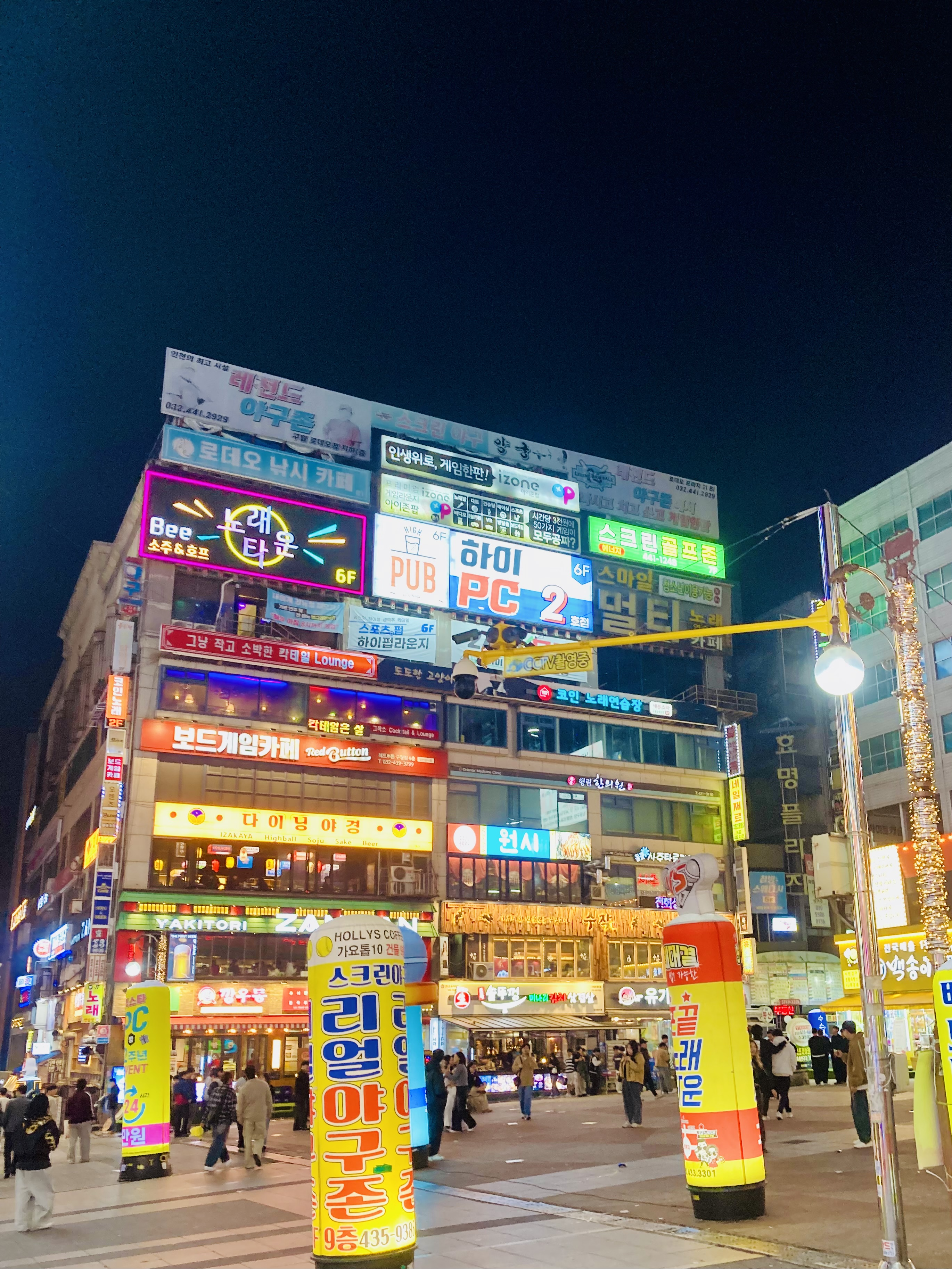
로데오프라자(인하로489번길 28)
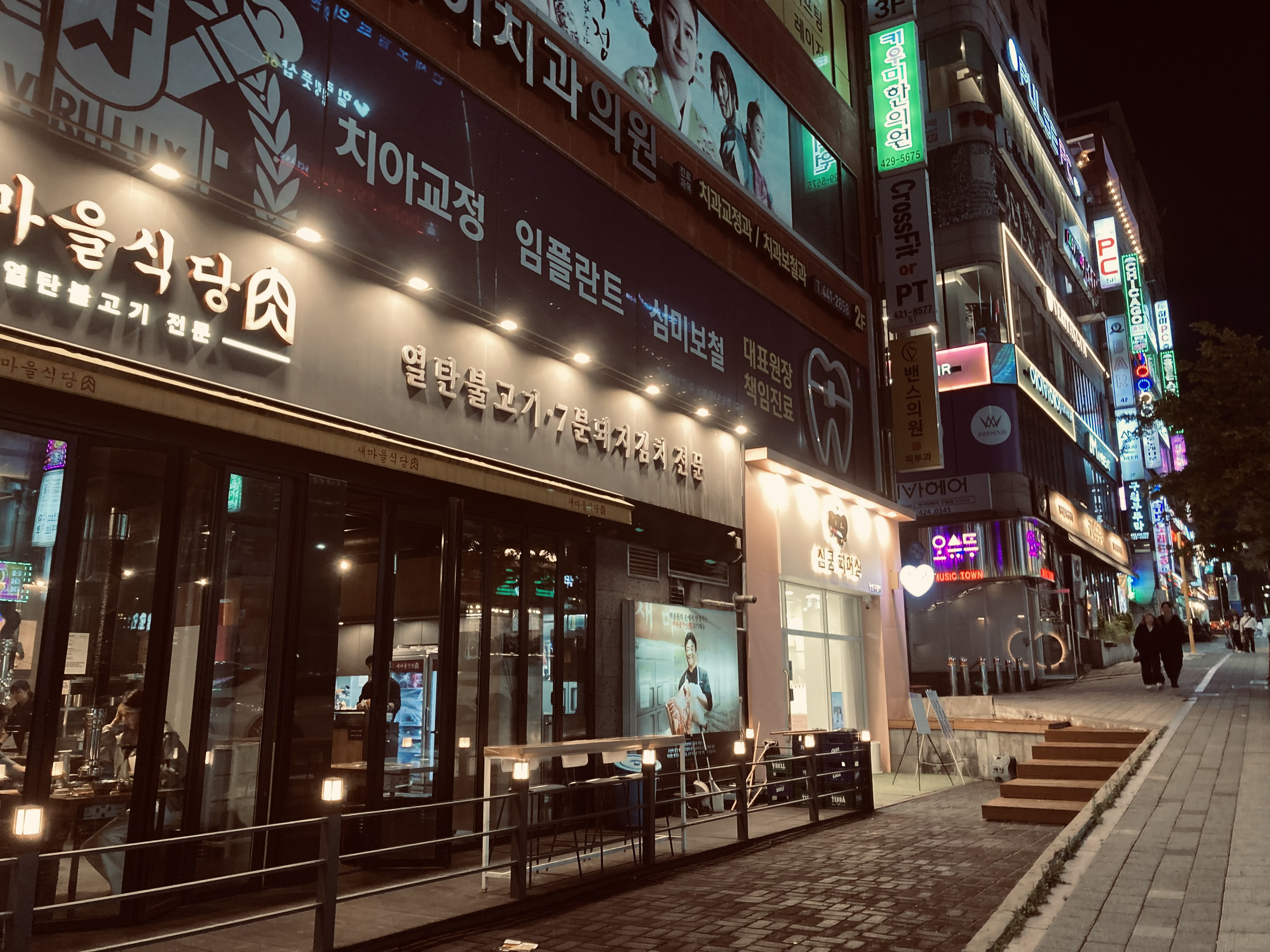
하나빌딩(인하로507번길 9)
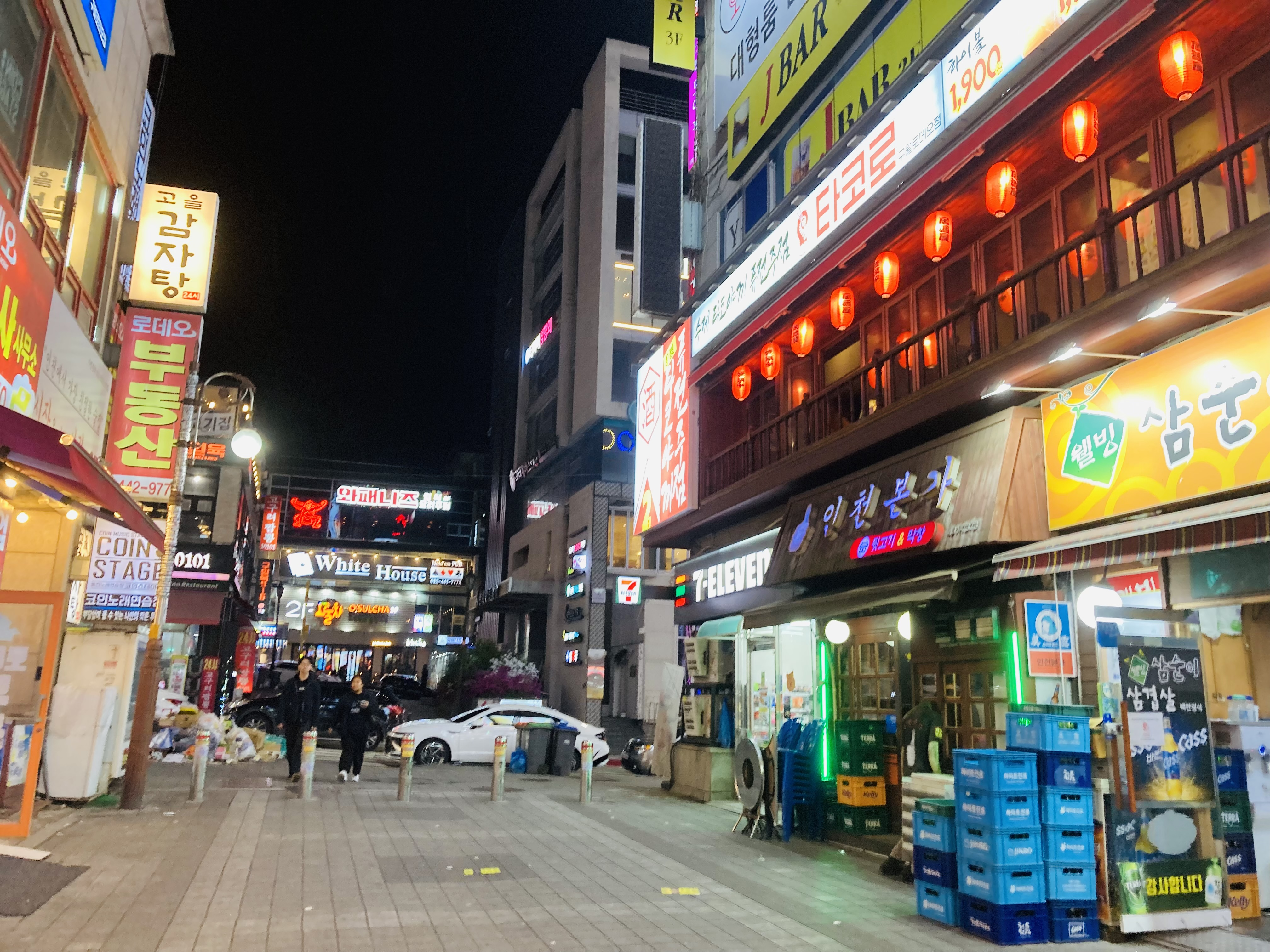
뉴욕프라자(인하로507번길 23-1)
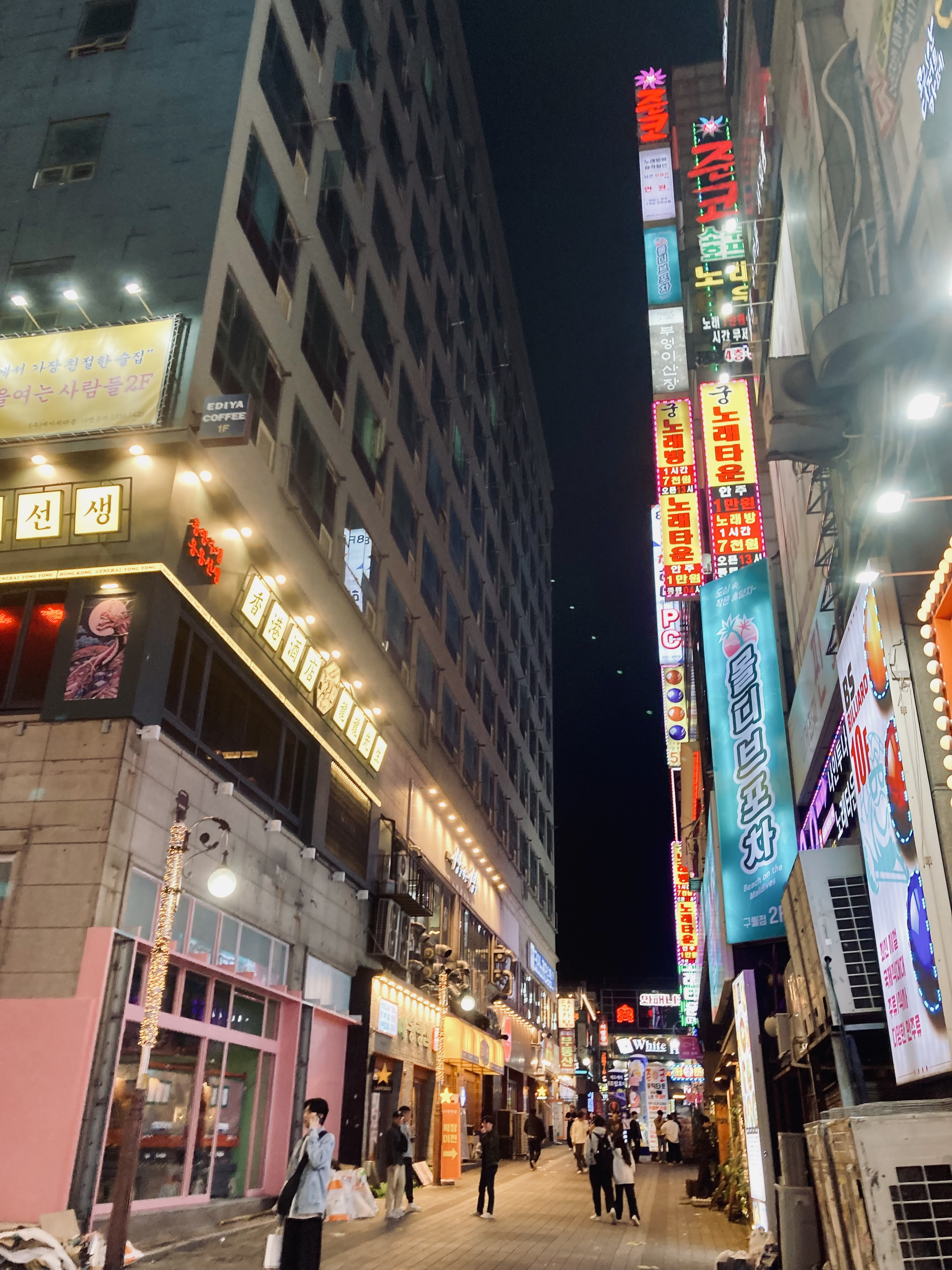
뉴욕프라자(인하로507번길 23-1)
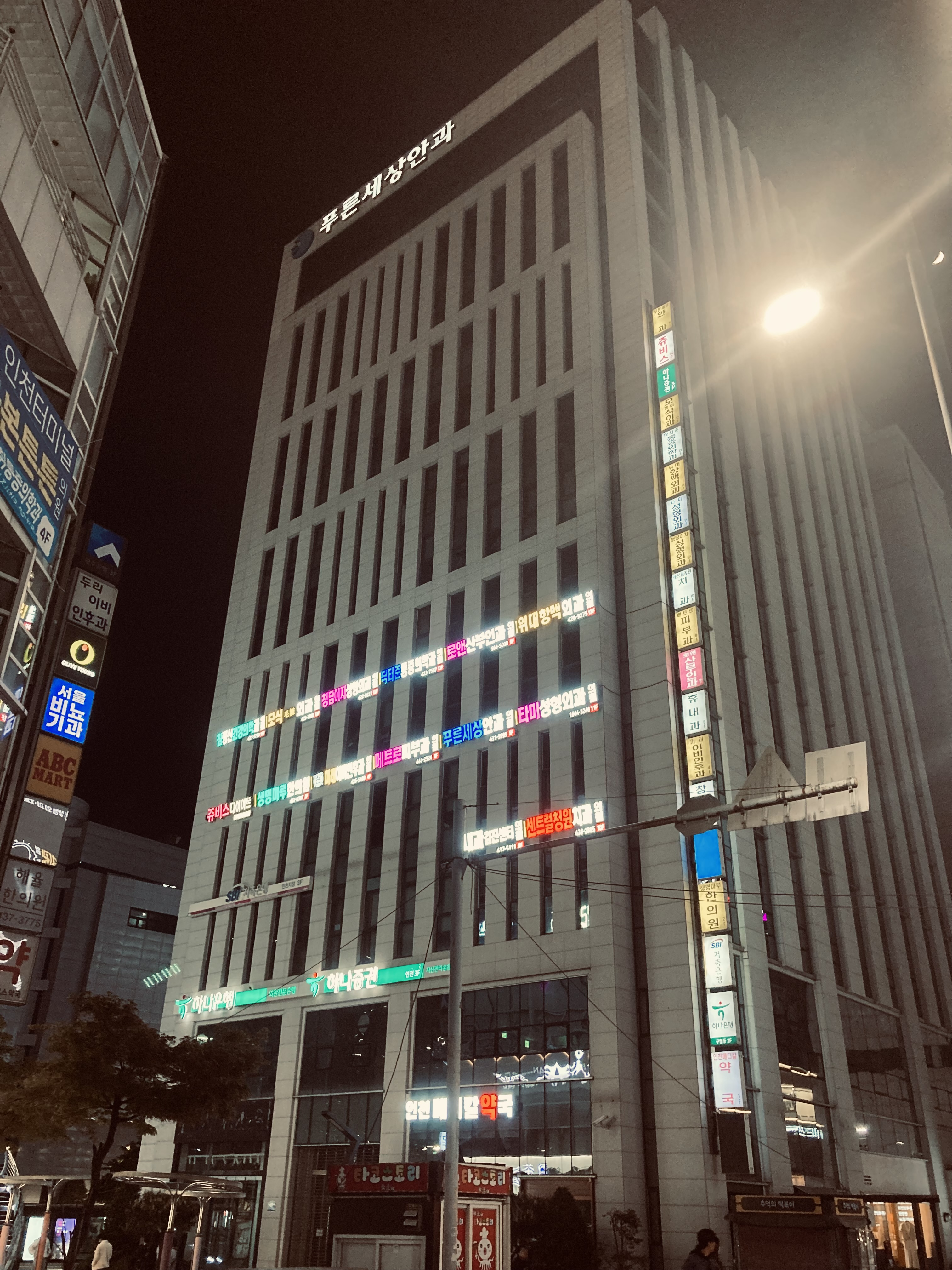
푸른세상안과(인하로 497-5)
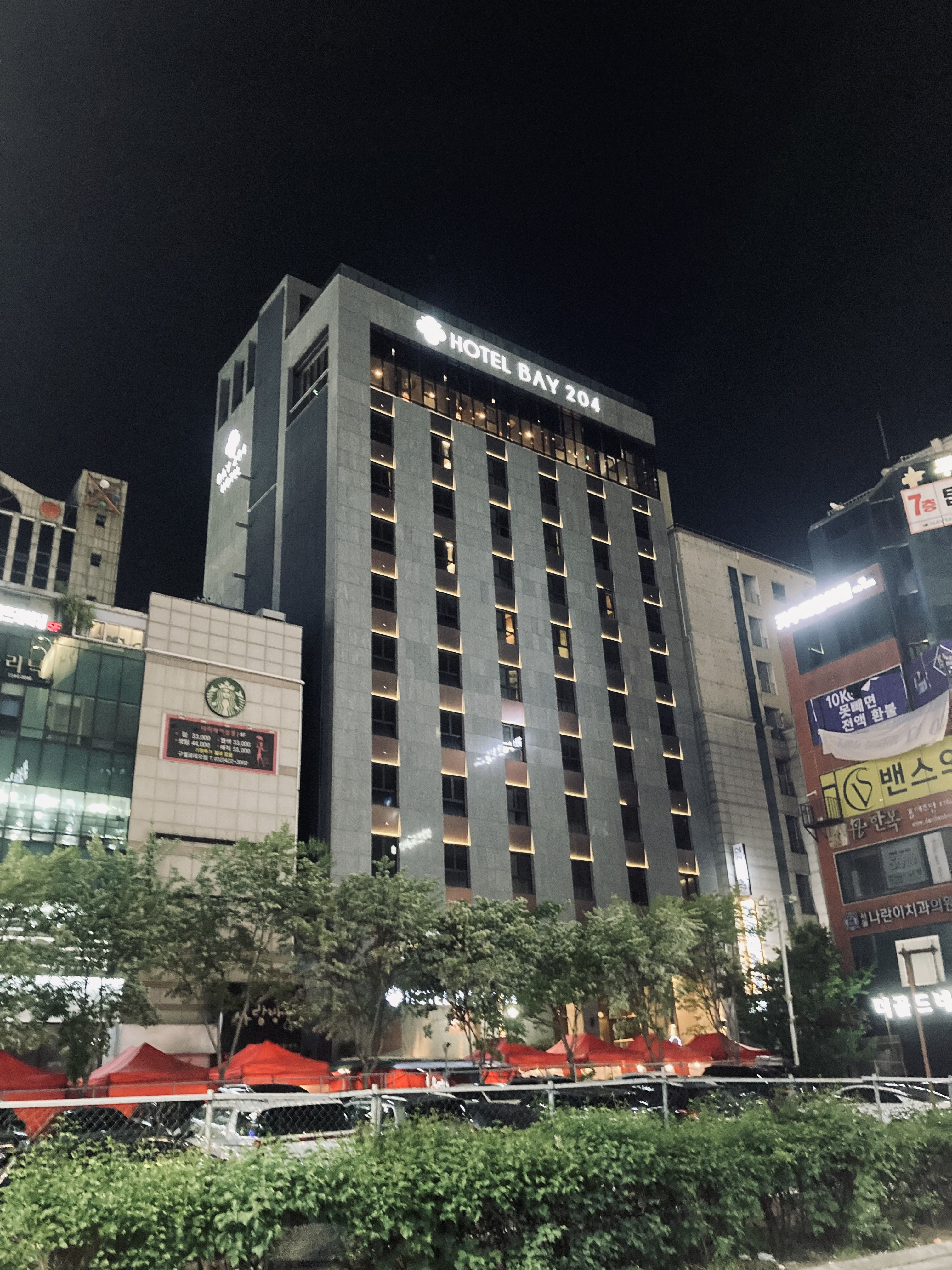
Hotel bay 204(인하로507번길 21-1)
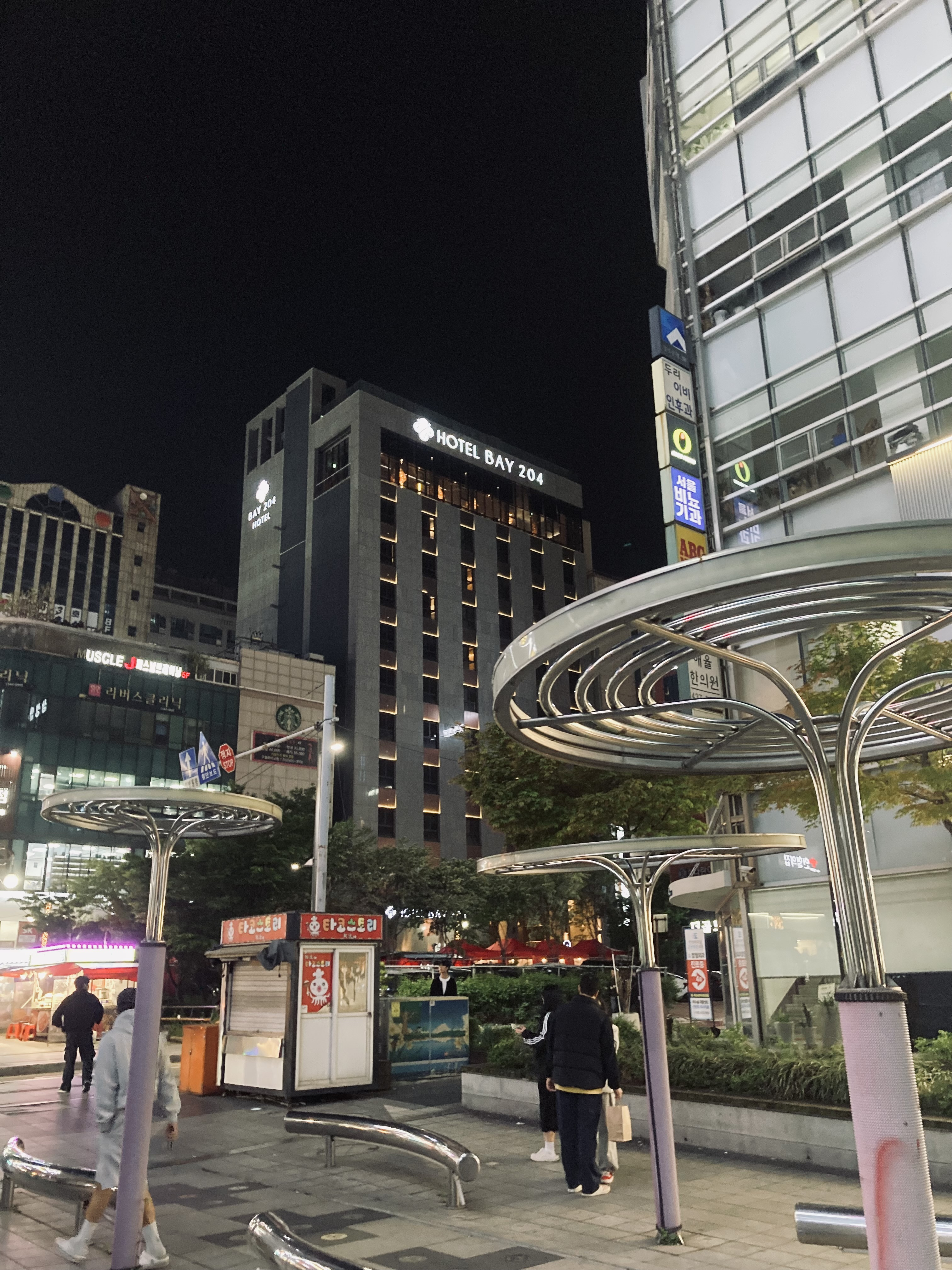
Hotel bay 204(인하로507번길 21-1)
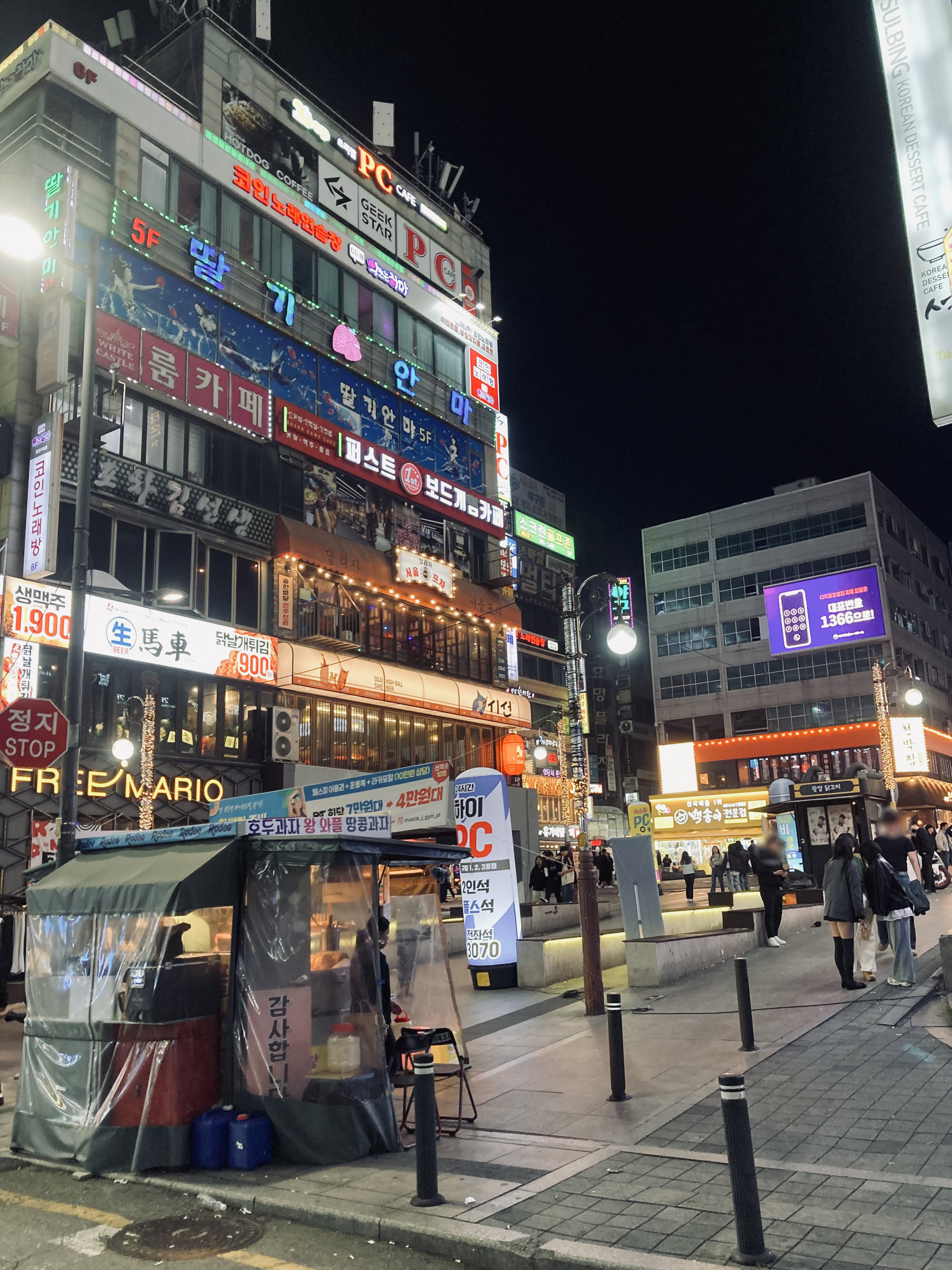
고려빌딩(인하로 497-22)
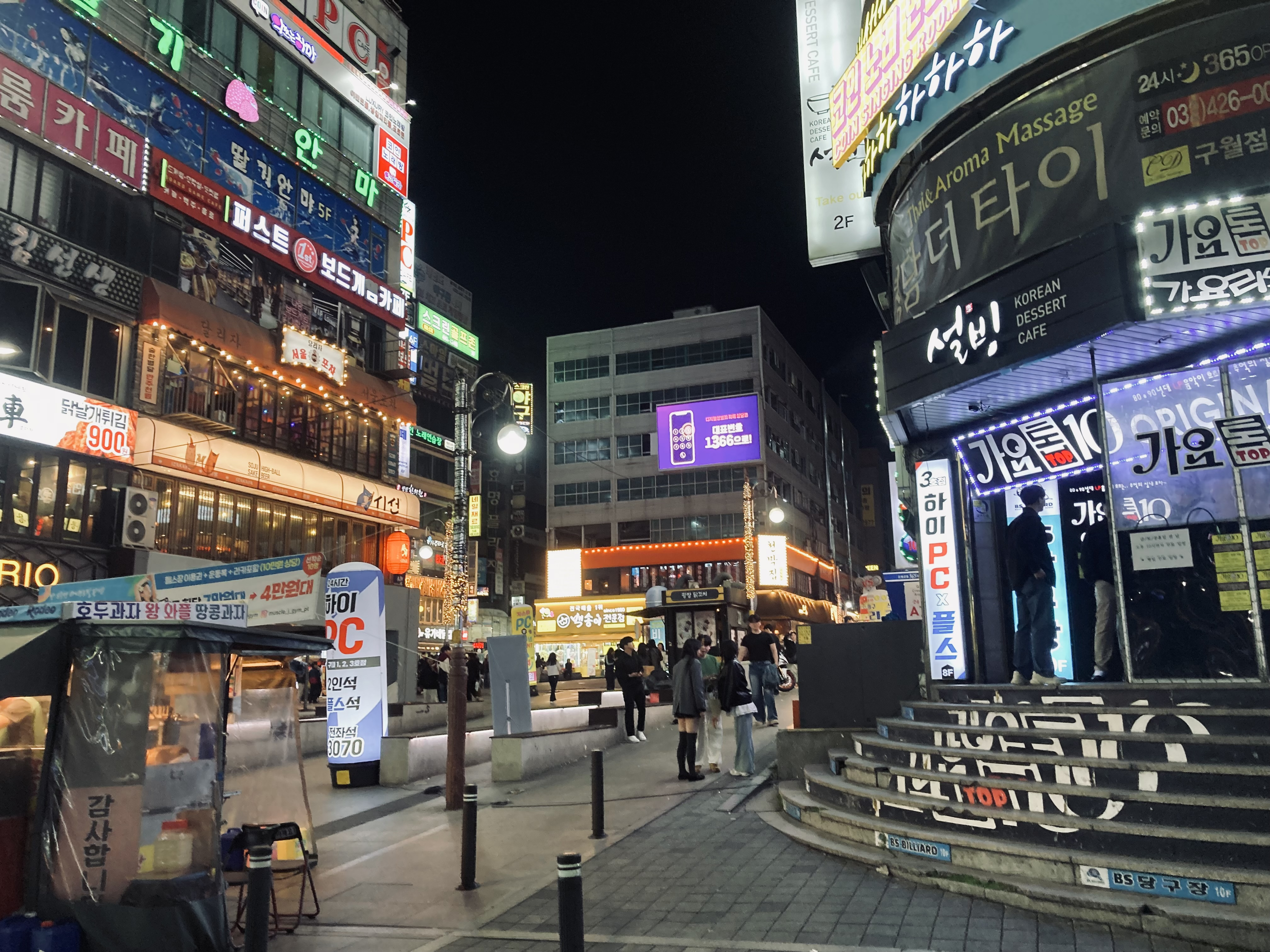
고려빌딩(인하로 497-22)
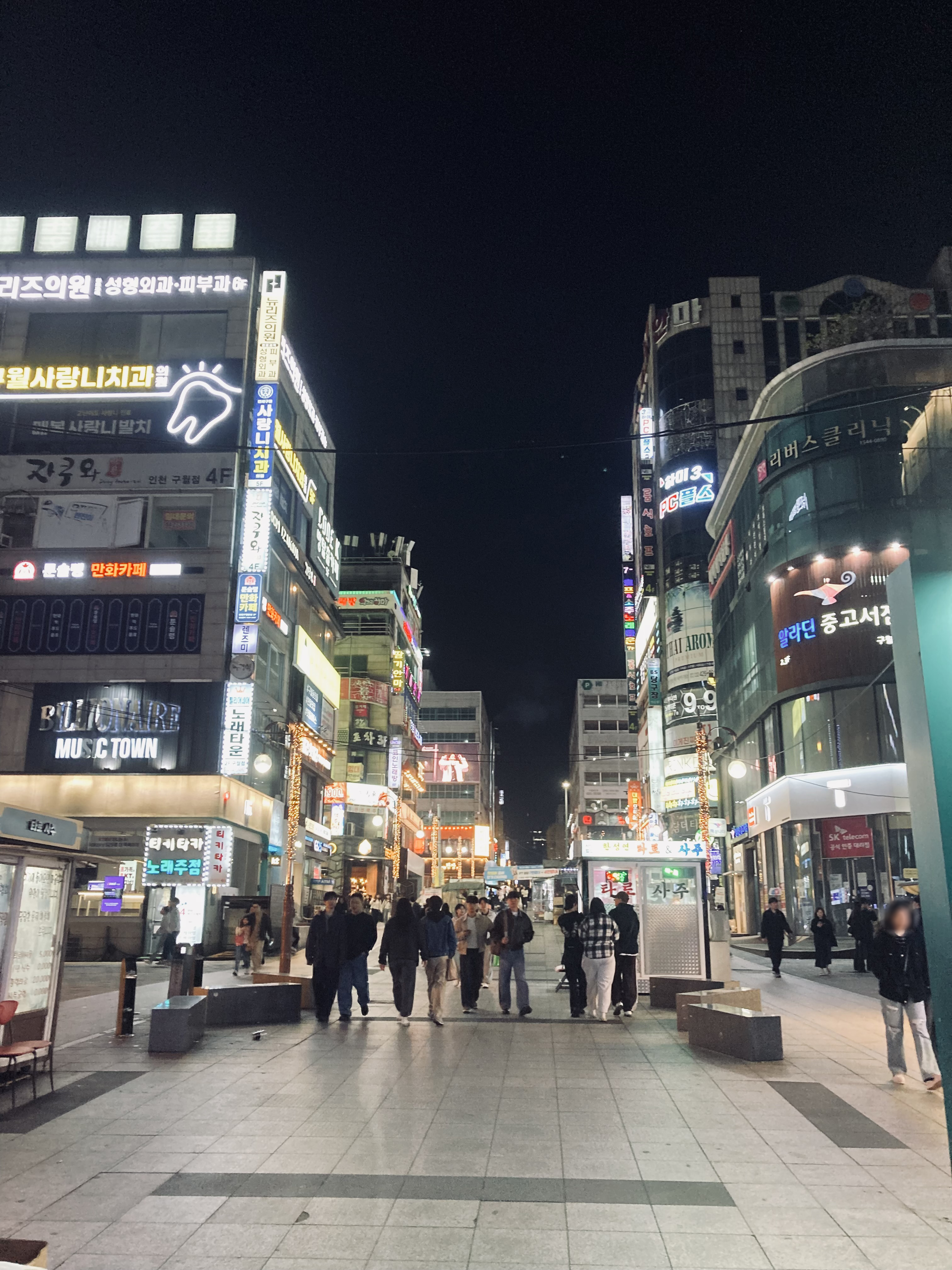
오아시스 빌딩 앞 구월동 로데오거리(인하로 497-8)
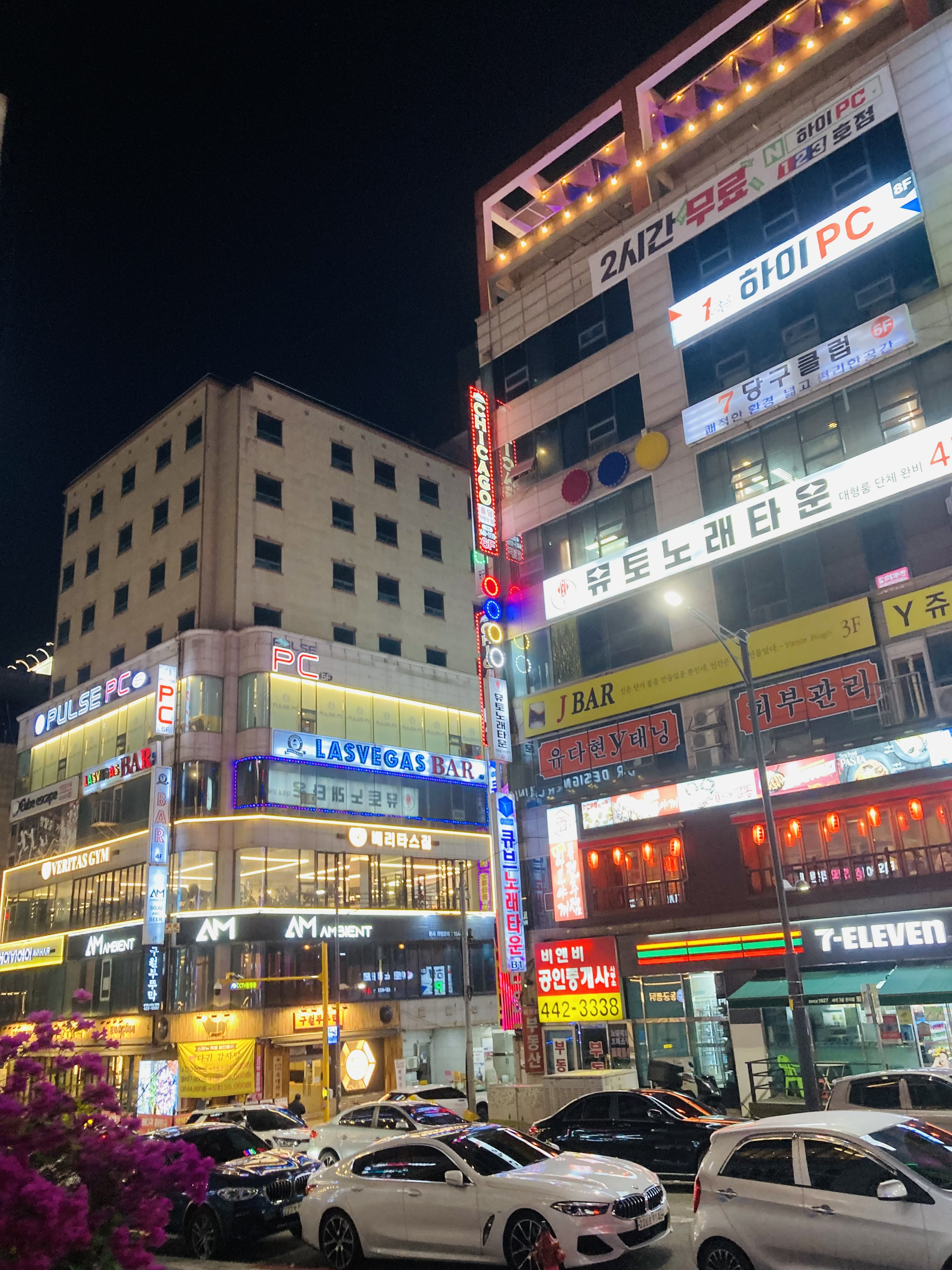
인하로507번길
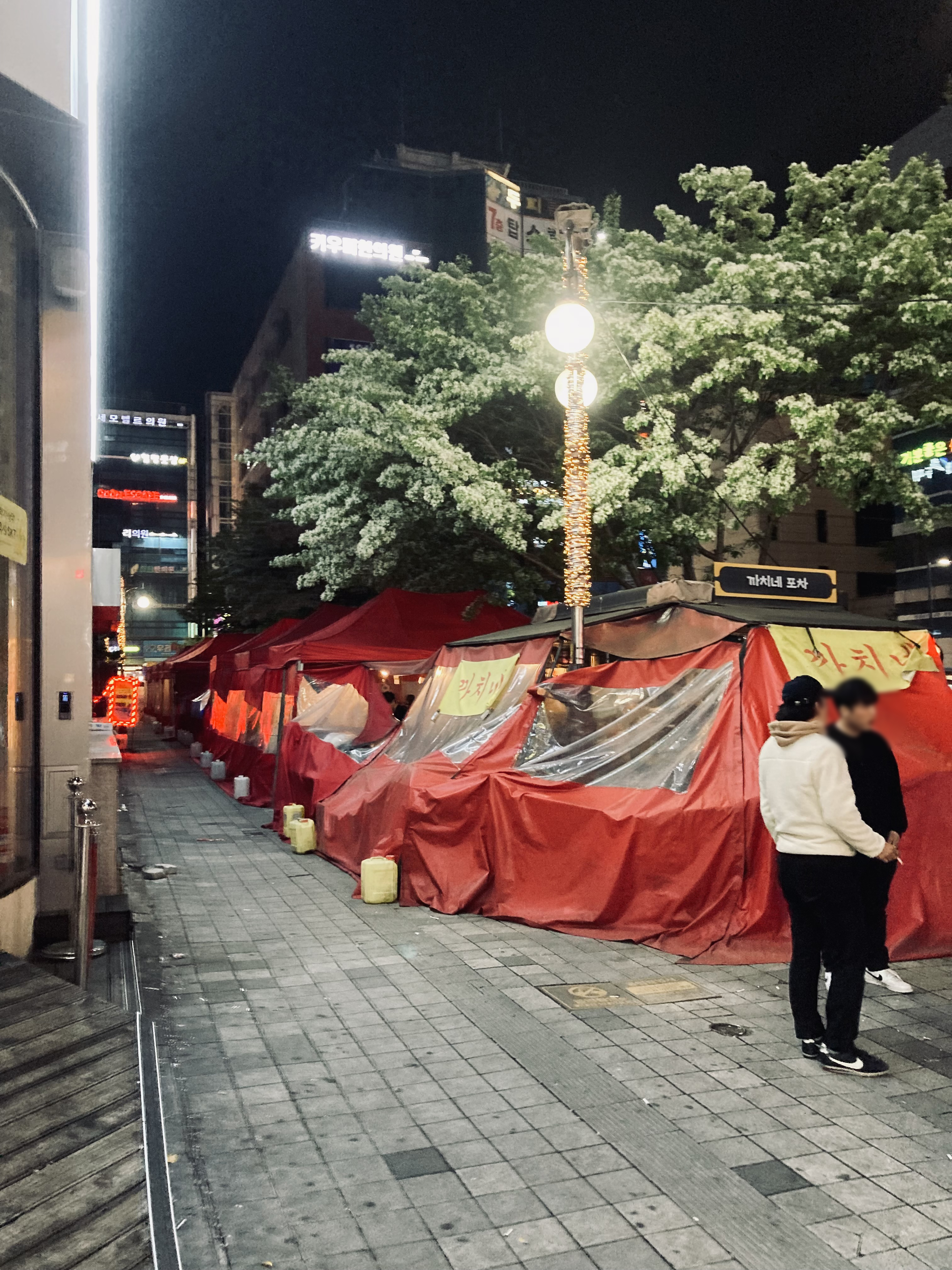
고려빌딩 인근 포장마차 거리(인하로 497-22)
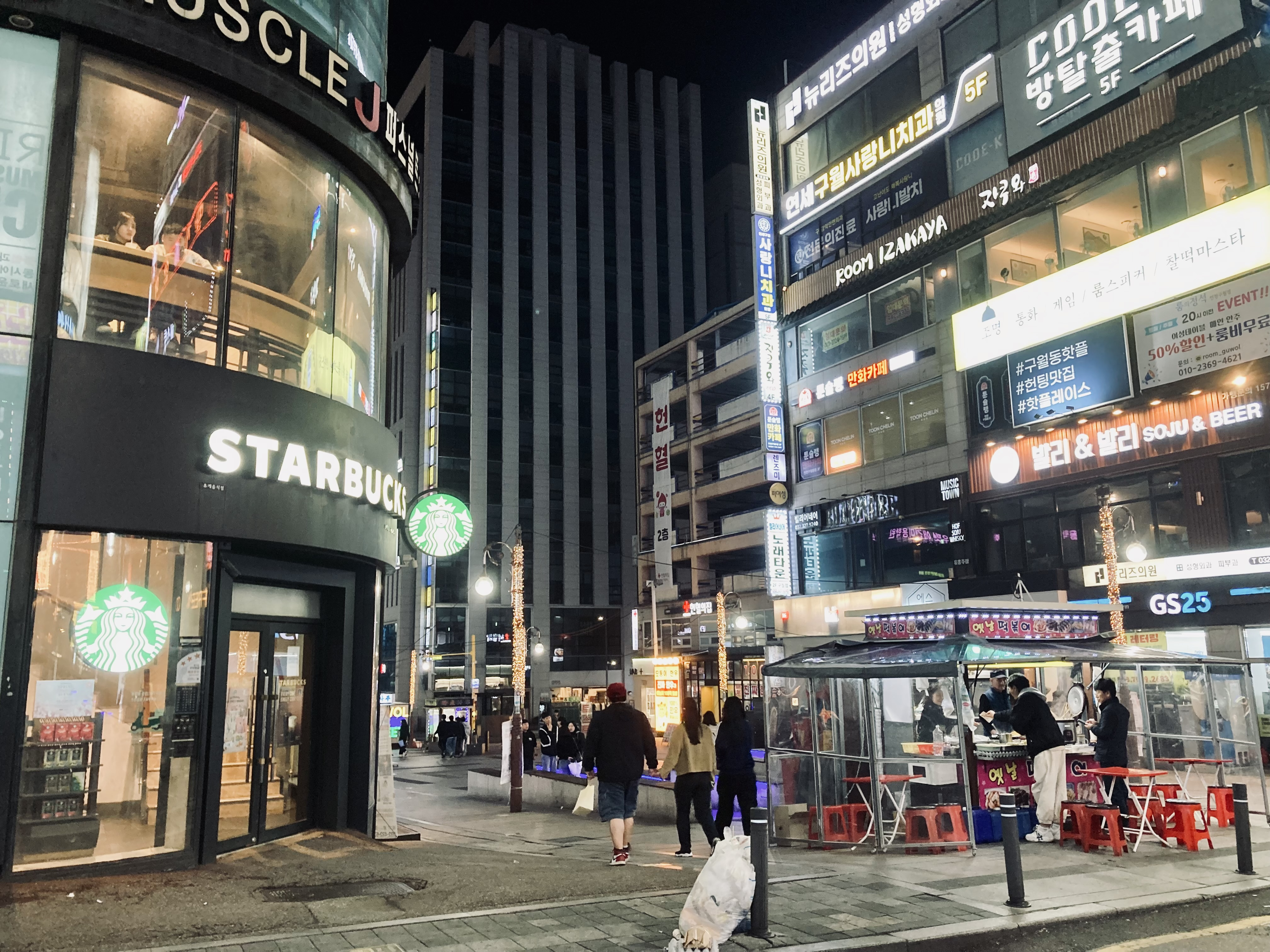
고려빌딩 스타벅스(인하로 497-22)
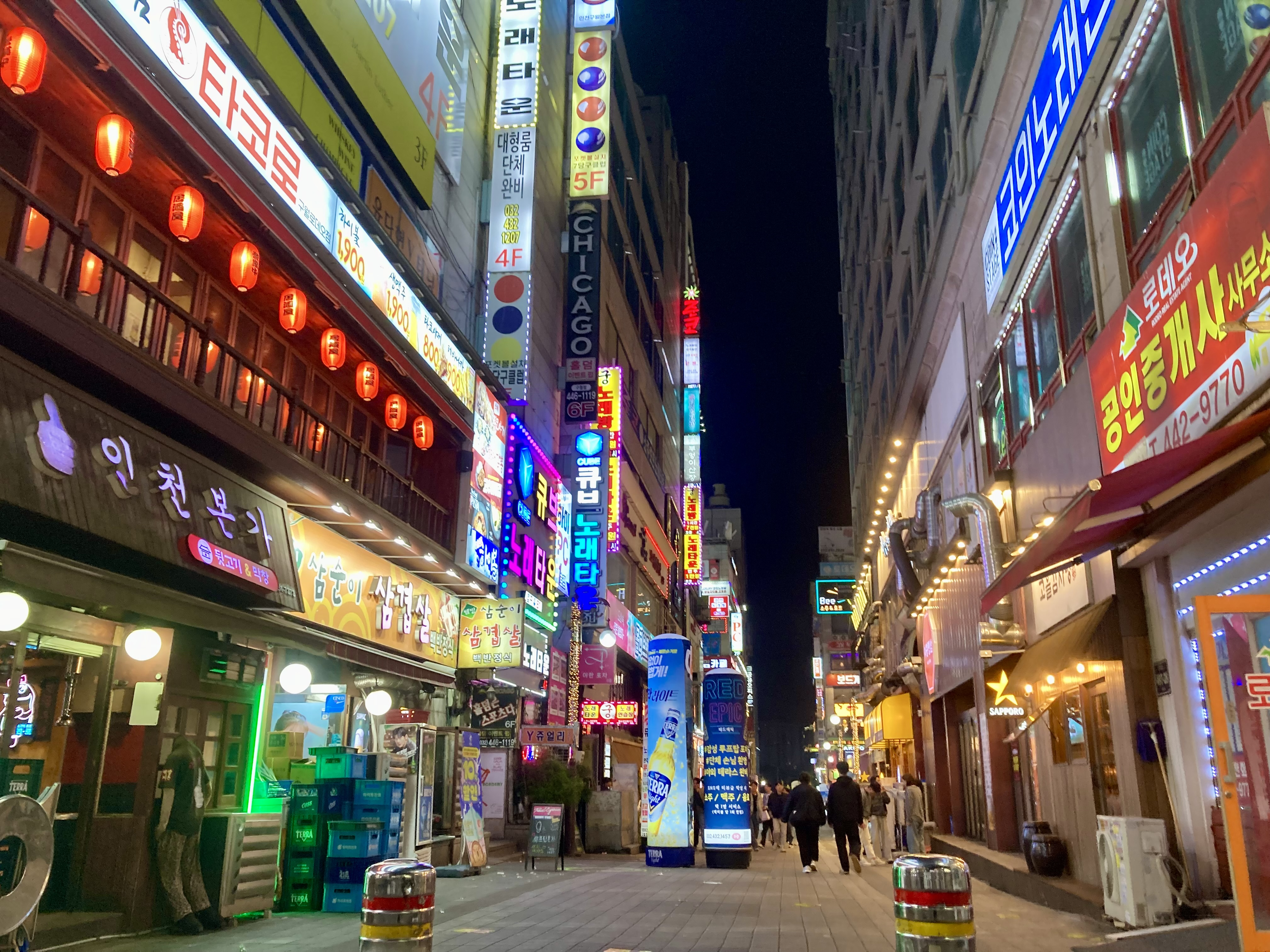
노빌리안1 빌딩 거리(인하로 497-28)

## 유래
구월동 로데오거리는 구월로데오거리, 궐동로데오 등으로 불린다. 인천 지역 유일한 로데오거리로 불린다 볼 수 있다. 미국 베벌리힐스에 위한 거리처럼, 한국의 경리단길(실제 구월동의 문화지역을 보면 권리단길이 로데오거리와 함께 상권 형성 계획이 되어 있다.) 

## 주변 시설

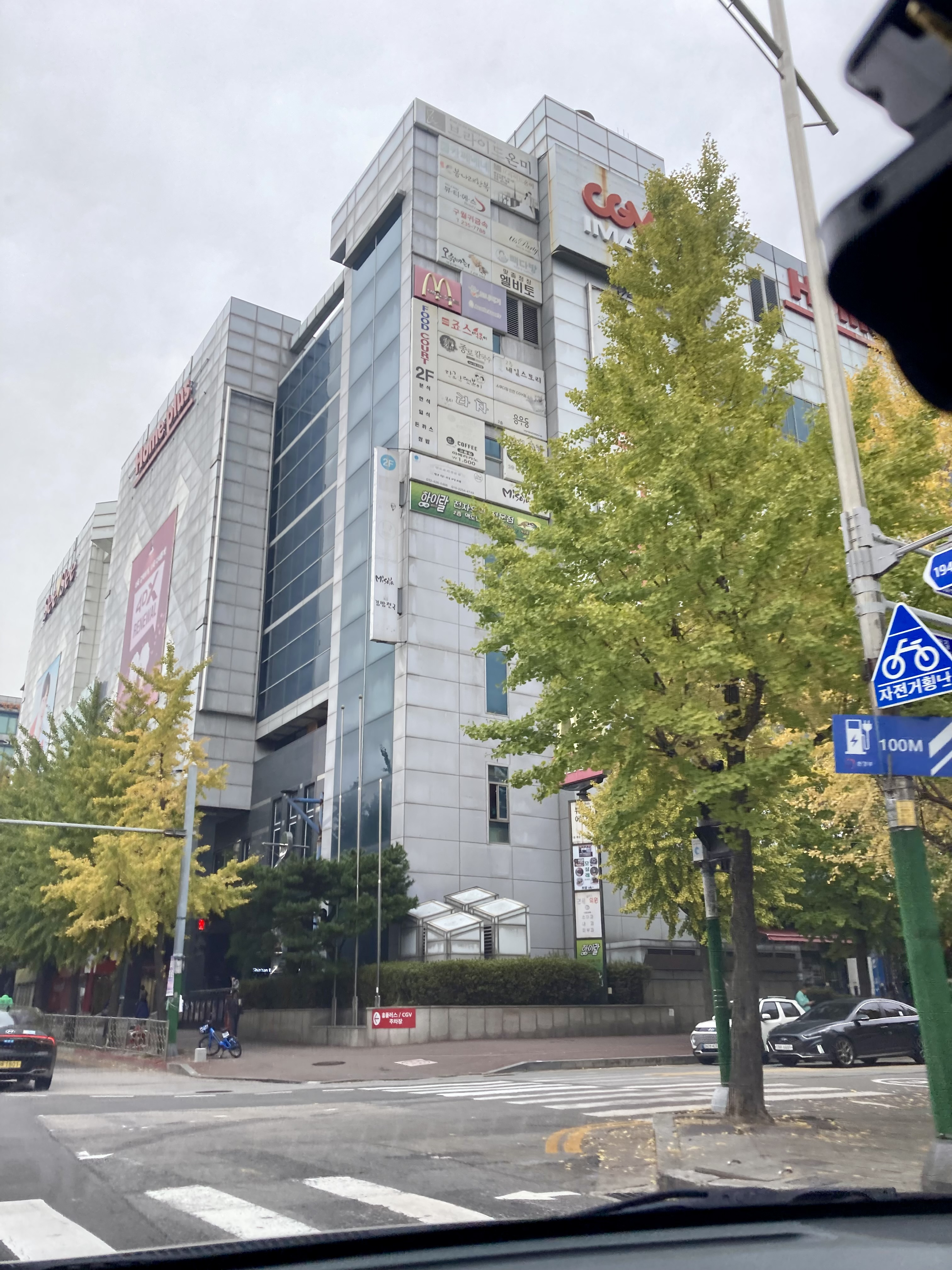
인천CGV&홈플러스
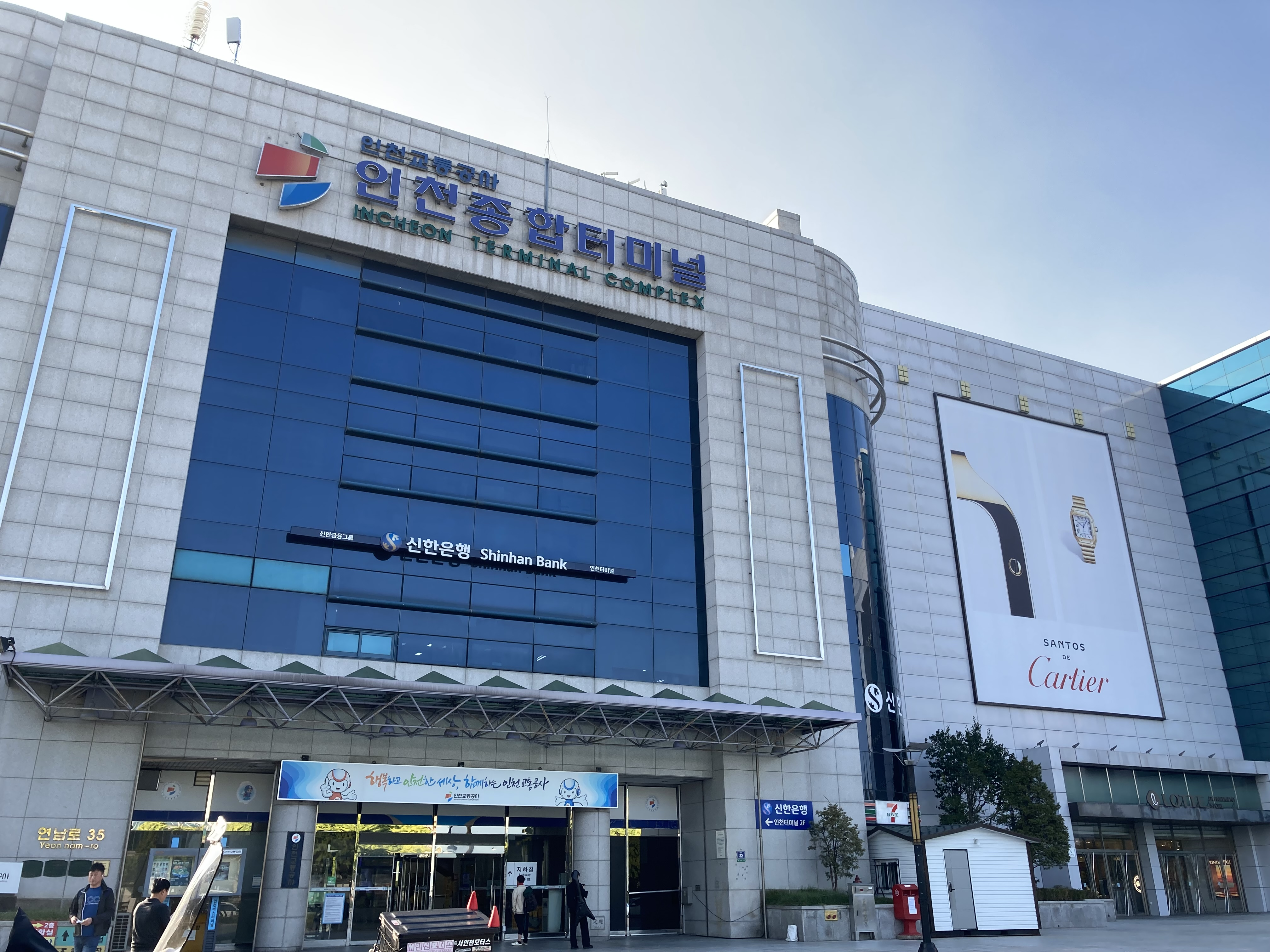
인천 버스터미널
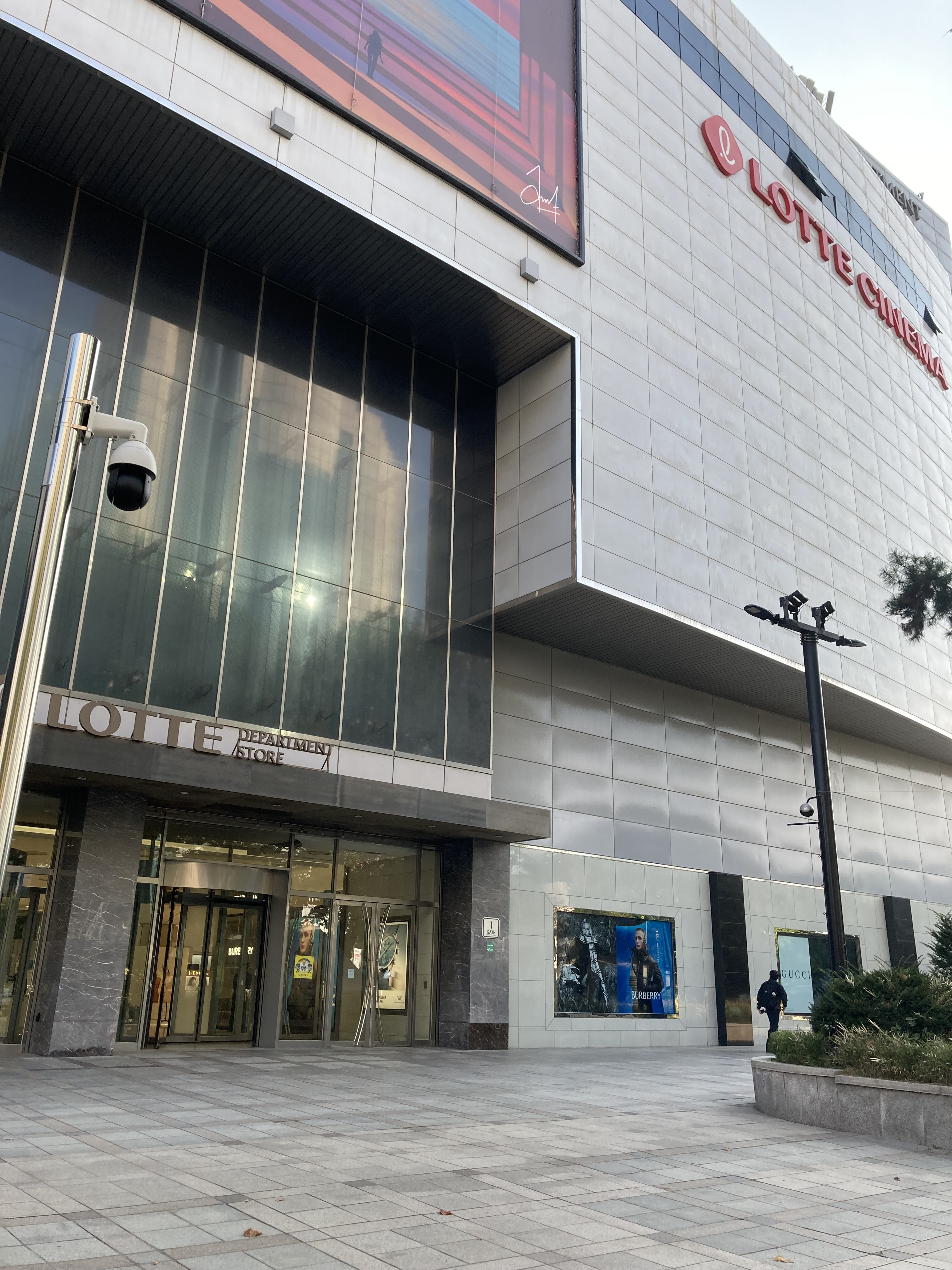
롯데백화점 인천터미널점
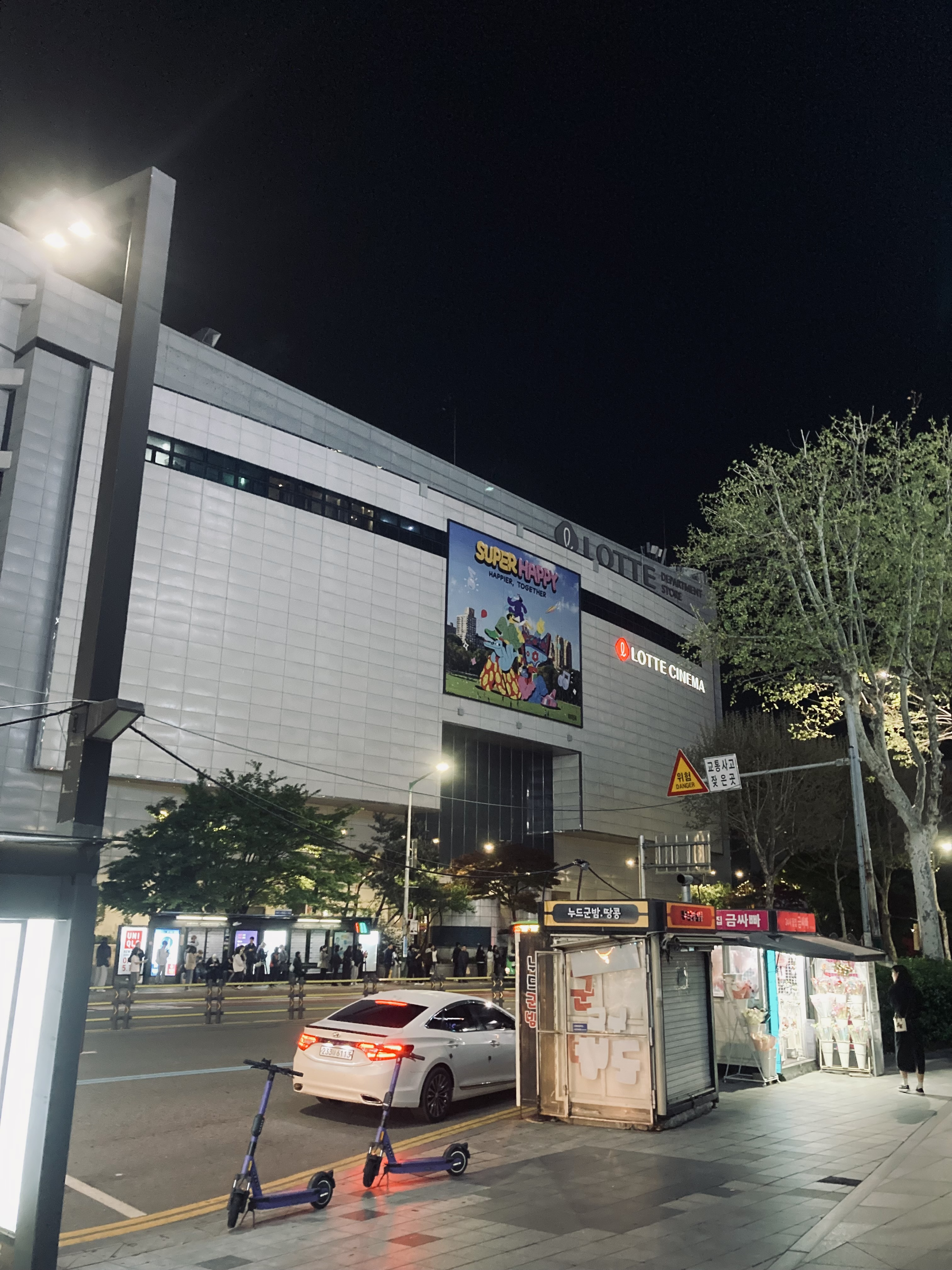
롯데백화점 인천점 야경
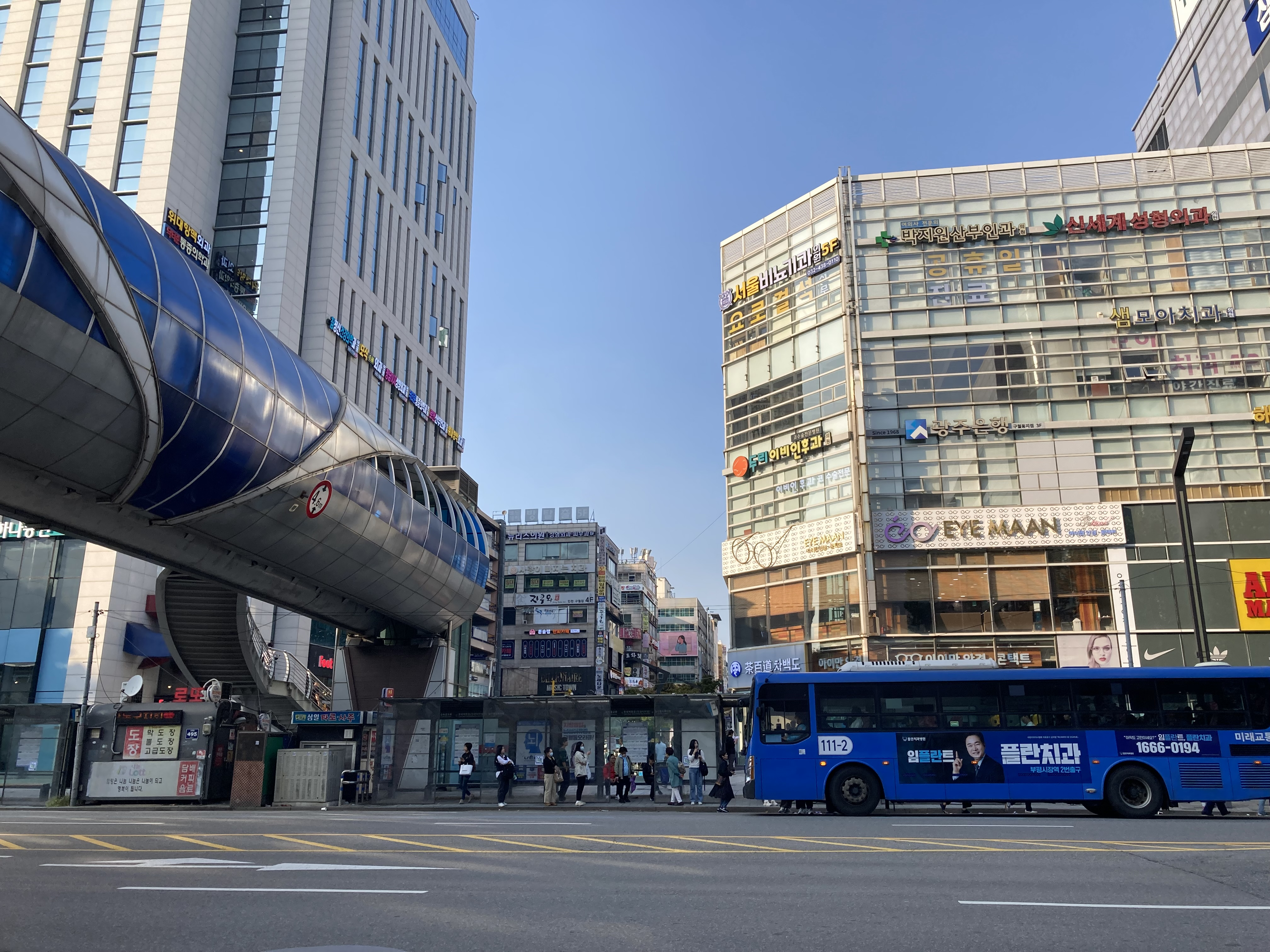
롯데백화점 인천점, 푸른세상안과 앞 육교
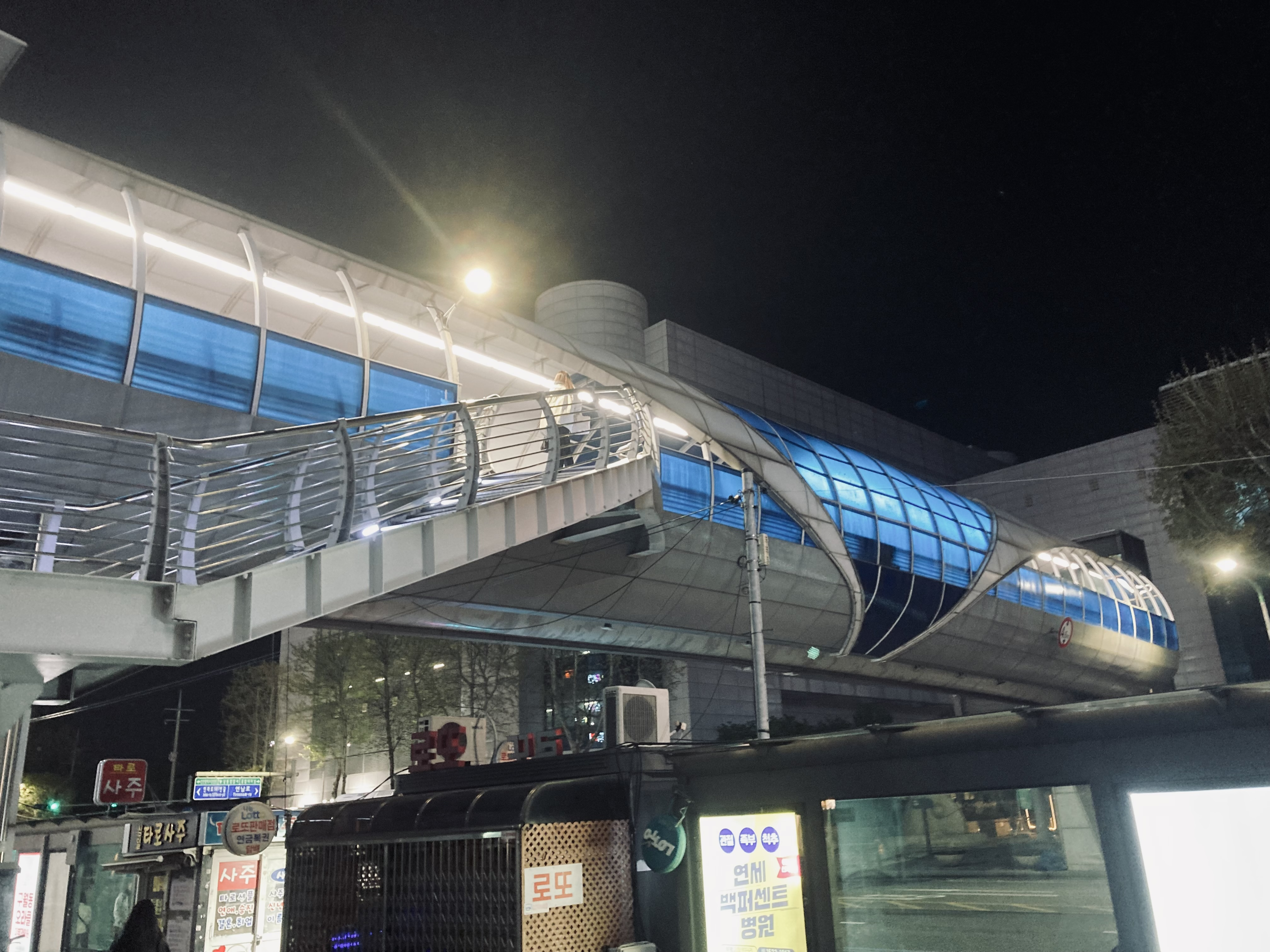
롯데백화점 인천점과 구월동로데오거리 밤야경

- 인천터미널
- 인천롯데백화점
- NC아울렛 인천점
- 인천 CGV